# Glimmergruppe

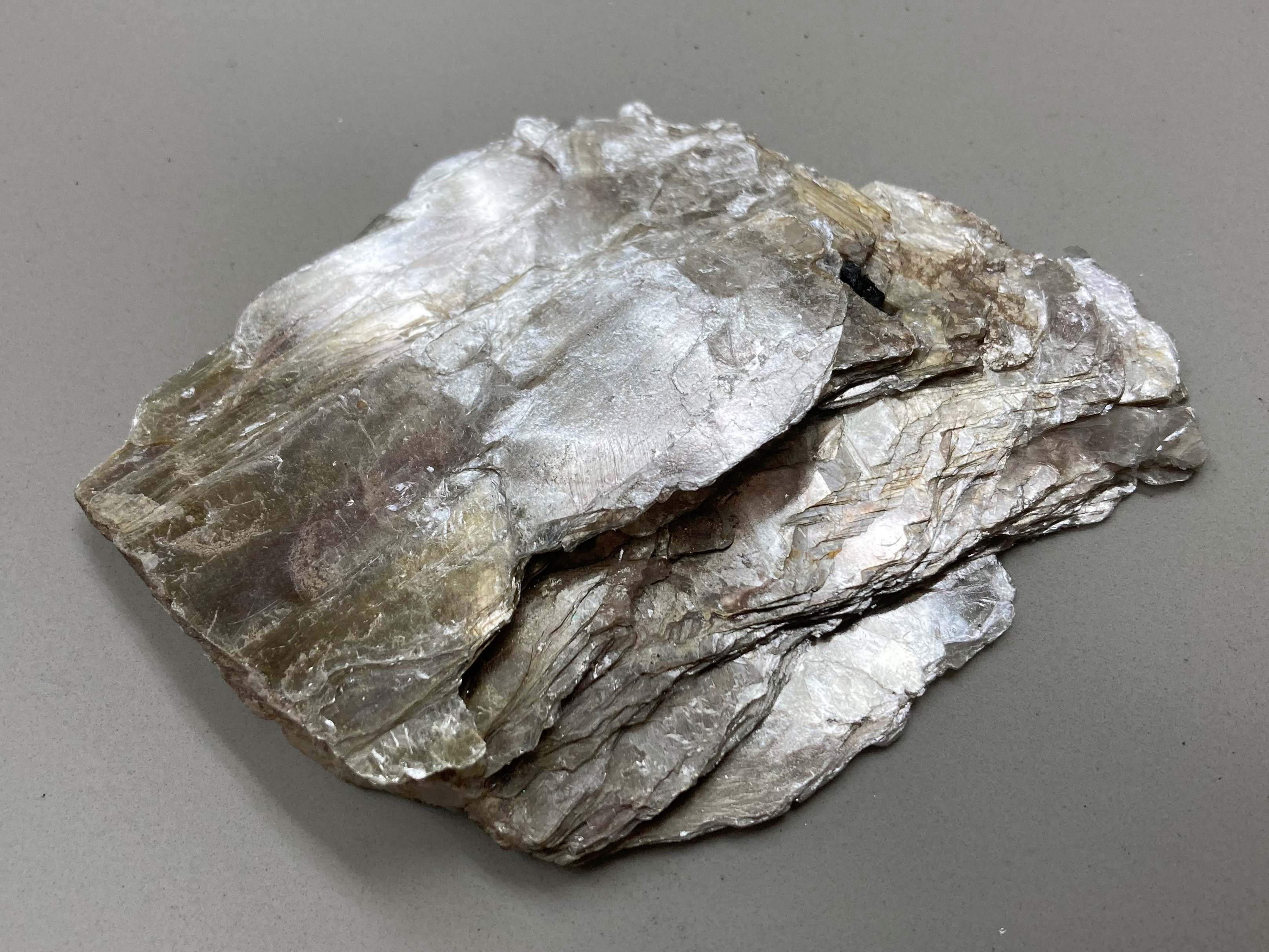
Glimmer

Als Glimmergruppe (kurz Glimmer; englisch Mica) bezeichnet man eine Gruppe von Mineralen aus der Abteilung der Schichtsilikate mit dem gleichen atomaren Aufbau.
Hervortretendes Merkmal der Glimmer ist ihre Schichtstruktur und die sehr schwache Bindung zwischen diesen Schichten. Daraus folgt die für diese Minerale charakteristische perfekte Spaltbarkeit parallel zu diesen Schichtpaketen. Sie haben eine geringe Mohshärte von 2 (parallel zu den Schichtebenen) bis 4 (alle anderen Richtungen). Ihre Farbe variiert von Weiß bis Braunschwarz; seltener sind Grün oder Rosa. Die Strichfarbe ist weiß. Für viele technische Anwendungen ist die sehr geringe elektrische Leitfähigkeit der Glimmer ausschlaggebend.
Glimmer gehören zu den häufigsten gesteinsbildenden Mineralien und sind wichtige Bestandteile vieler magmatischer (beispielsweise Granite, Diorite, Pegmatite) und metamorpher (Glimmerschiefer, Gneise) Gesteine.
Auch andere blättrig oder schuppig brechende Mineralien, die nicht zur Glimmergruppe gehören, werden als Glimmer bezeichnet, so etwa Eisenglimmer.

## Etymologie und Geschichte
Glimmern (oder glimmen) heißt schwach glühen oder glänzen. Aber von alters her meinte man mit dem Namen einen Blender, der nicht hält, was er verspricht. Daher werden auch manche Glimmerarten abwertend als „Katzensilber“ bezeichnet. Im Englischen heißt das Mineral mica, von lateinisch mica ‚Krümelchen‘ (häufiges Vorkommen in kleinen Blättchen) beziehungsweise micare „funkeln“, „schimmern“, „strahlen“.
Glimmer wurden bereits 1546 von dem Mineralogen Georgius Agricola erwähnt. Im 20. Jahrhundert wurden Glimmer erstmals durch Charles-Victor Mauguin mit Röntgenstrahlen untersucht.

## Klassifizierung und Nomenklatur

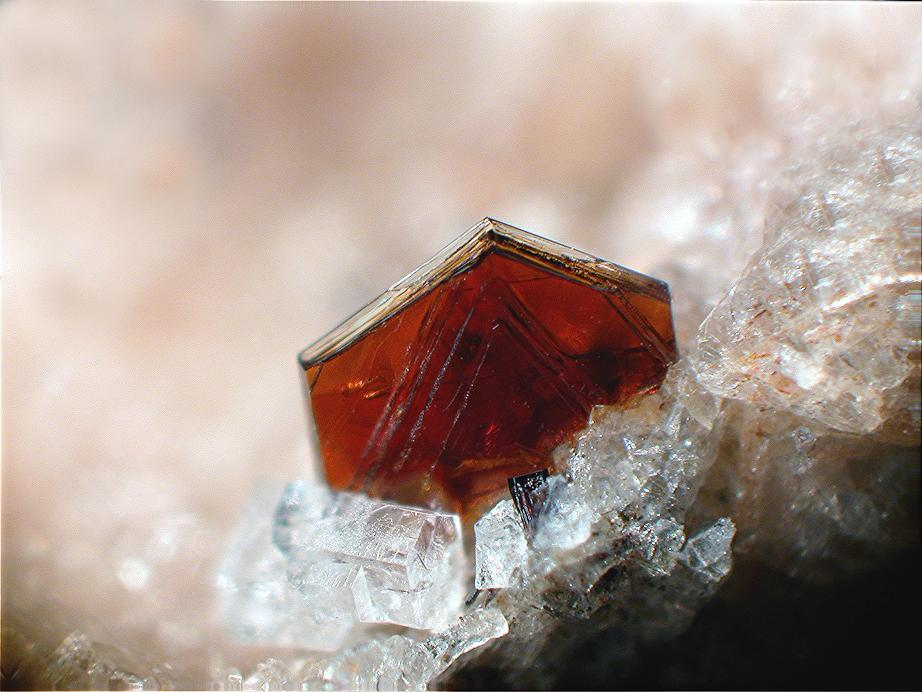
Biotit (Eifel, Deutschland)

Nach der Klassifikation von Dana gehören die Glimmer zu den Schichtsilikaten (Klasse 71) mit Silikatschichten aus Sechserringen und einem Verhältnis von Silikat- zu Oktaederschichten von 2:1 (Dana 71.1). Darin sind die Glimmer durch die Untergruppen 71.2.2.a (Muskovituntergruppe), 71.2.2.b (Biotituntergruppe), 71.2.2.c (Margarituntergruppe) und 71.2.2.d (Hydroglimmer) vertreten.
Strunz ordnet die Glimmer zu den Schichtsilikaten (Klasse VIII/H) und unterteilt sie in die Gruppen VIII/H.10 (Glimmergruppe Muskovitreihe), VIII/H.11 (Glimmergruppe Biotitreihe), VIII/H.12 (Glimmergruppe Lepidolithreihe) und VIII/H.13 (Glimmergruppe Glaukonitreihe).
Eine strukturelle Klassifikation der Glimmer wurde von einer Arbeitsgruppe der IMA Kommission für neue Minerale, Klassifikation und Nomenklatur vorgelegt. Sie unterteilt die Glimmergruppe anhand der Besetzung der D-Position, das ist die Kationenposition zwischen den Tetraeder-Oktaeder-Tetraeder-Stapeln (T-O-T), in drei Untergruppen:
- Echte Glimmer: Glimmer mit mehr als 50 % einwertigen Kationen auf der I-Position
- Sprödglimmer: Glimmer mit mehr als 50 % zweiwertigen Kationen auf der I-Position
- Zwischenschicht-defizitäre Glimmer: Glimmer mit weniger als 0,85 positiven Ladungen pro Formeleinheit auf der I-Position

Diese Untergruppen werden wiederum unterteilt nach der Besetzung der oktaedrisch koordinierten M-Position:
- Dioktaedrische Glimmer: Glimmer mit weniger als 2,5 Kationen auf der M-Position
- Trioktaedrische Glimmer: Glimmer mit mehr als 2,5 Kationen auf der M-Position

Im Folgenden sind die verschiedenen Glimmer der einzelnen Untergruppen mit ihren idealisierten Zusammensetzungen aufgeführt. Strunz, Dana und die IMA nehmen in Einzelfällen eine unterschiedliche Zuordnung der Glimmerminerale zu den Gruppen vor. Hier ist die Klassifikation der IMA wiedergegeben.

### Echte Glimmer
Die Gruppe der echten Glimmer umfasst die Minerale der Glimmergruppe, deren 12-fach koordinierte I-Position zu mehr als 50 % mit einwertigen Kationen besetzt ist. Das ist vorwiegend Kalium (K+), aber auch Natrium (Na+), Cäsium (Cs+) oder das Ammonium-Ion (NH4)+.
| Muskovit-Untergruppe  | I+     | M23+2    | M10 | T3+T4+3   | O2−10 | A−2    |       |
| --------------------- | ------ | -------- | --- | --------- | ----- | ------ | ----- |
| Paragonit             | Na+    | Al3+2    | ☐   | Al3+Si4+3 | O2−10 | (OH)−2 |       |
| Muskovit              | K+     | Al3+2    | ☐   | Al3+Si4+3 | O2−10 | (OH)−2 |       |
| Roscoelith            | K+     | V3+2     | ☐   | Al3+Si4+3 | O2−10 | (OH)−2 |       |
| Chromphyllit          | K+     | Cr3+2    | ☐   | Al3+Si4+3 | O2−10 | (OH)−2 |       |
| Boromuskovit          | K+     | Al3+2    | ☐   | B3+Si4+3  | O2−10 | (OH)−2 |       |
| Nanpingit             | Cs+    | Al3+2    | ☐   | Al3+Si4+3 | O2−10 | (OH)−2 |       |
| Tobelith              | (NH4)+ | Al3+2    | ☐   | Al3+Si4+3 | O2−10 | (OH)−2 |       |
|                       | I+     | M22+M23+ | M10 | T4+4      | O2−10 | A-2    |       |
| Seladonit             | K+     | Mg2+Fe3+ | ☐   | Si4+4     | O2−10 | (OH)−2 |       |
| Ferroseladonit        | K+     | Fe2+Fe3+ | ☐   | Si4+4     | O2−10 | (OH)−2 |       |
| Aluminoseladonit      | K+     | Mg2+Al3+ | ☐   | Si4+4     | O2−10 | (OH)−2 |       |
| Ferroaluminoseladonit | K+     | Fe2+Al3+ | ☐   | Si4+4     | O2−10 | (OH)−2 |       |
| Manganiseladonit      | K+     | Mg2+Mn3+ | ☐   | Si4+4     | O2−10 | (OH)−2 | [ 2 ] |

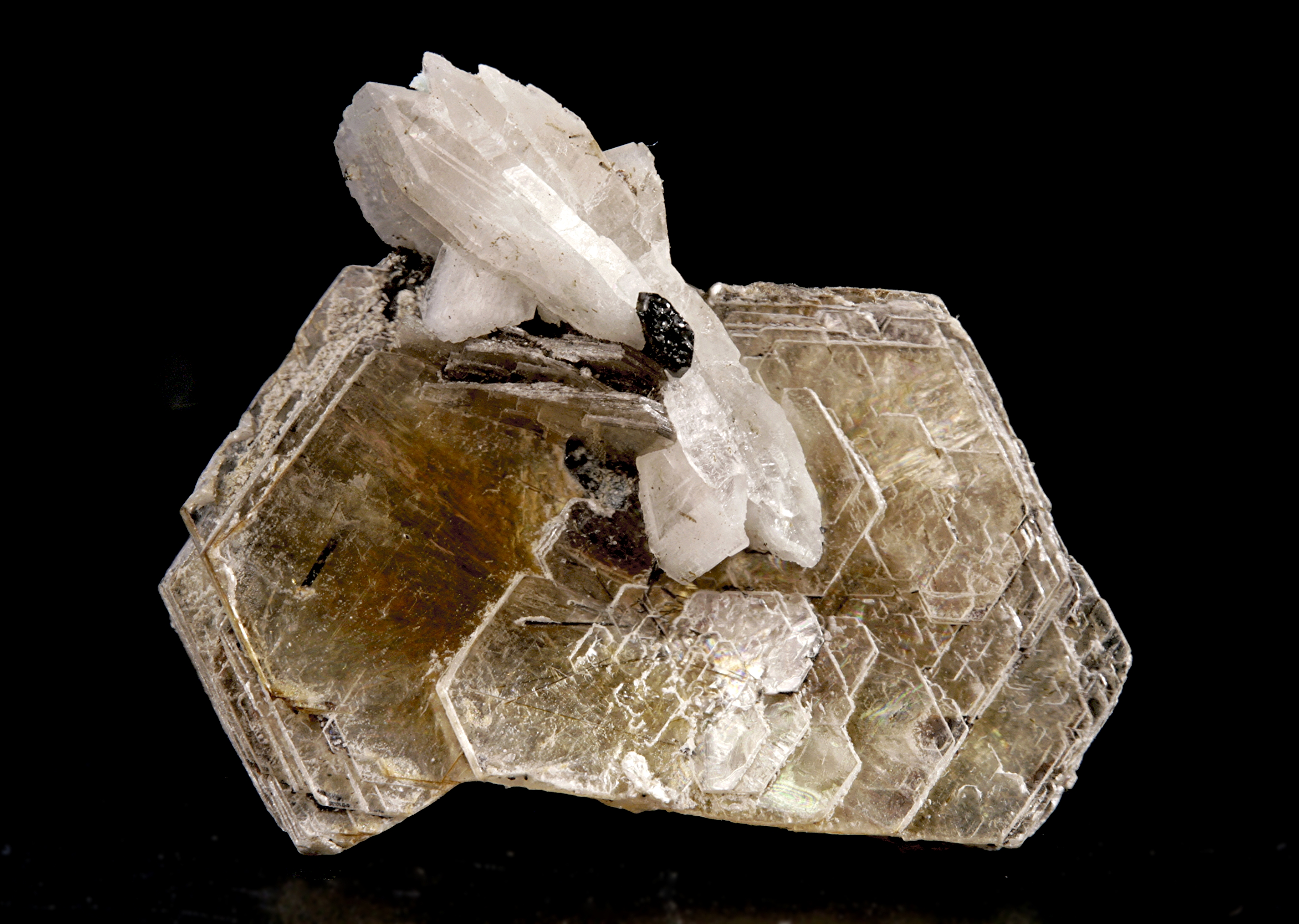
Polylithionit mit Albit (weiß)
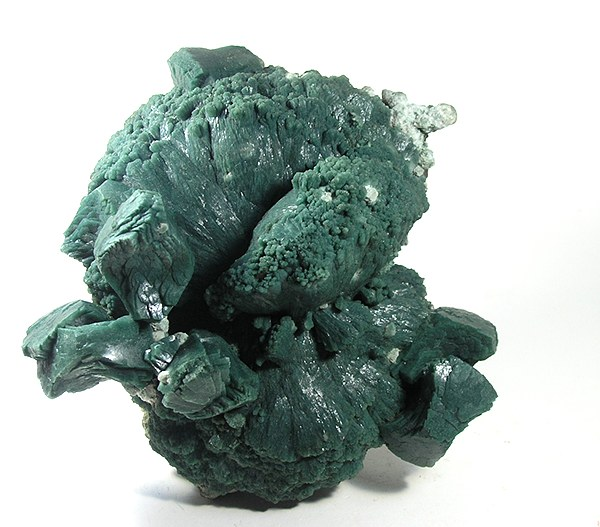
Heulandit durch Seladoniteinschlüsse grün gefärbt
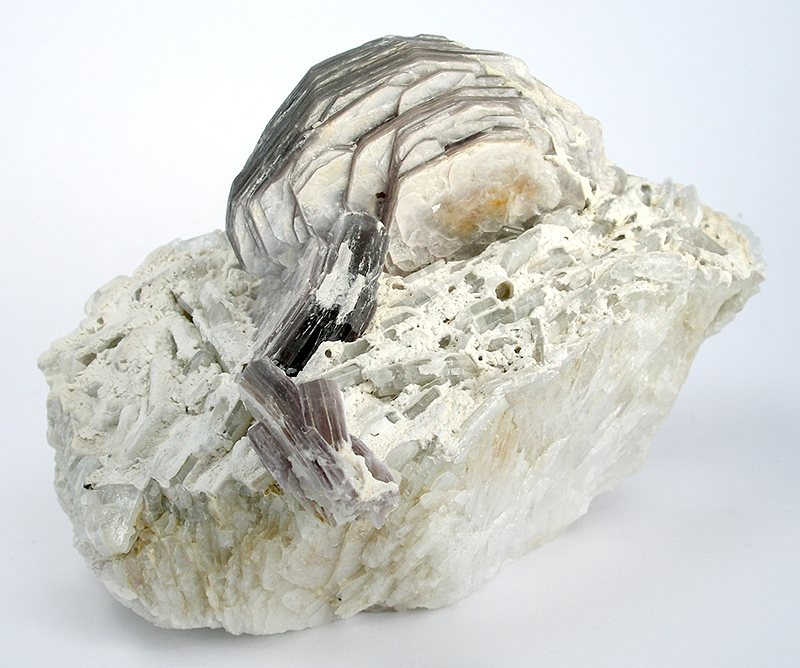
Boromuskovit
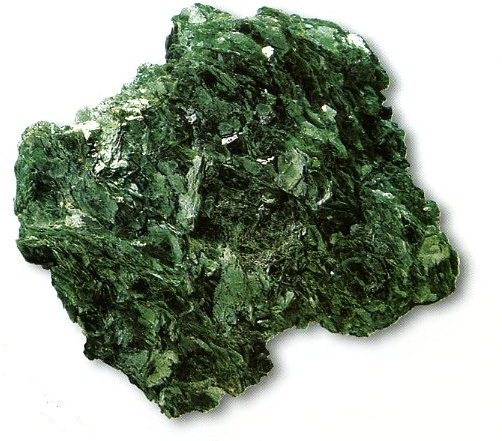
Chromphyllit
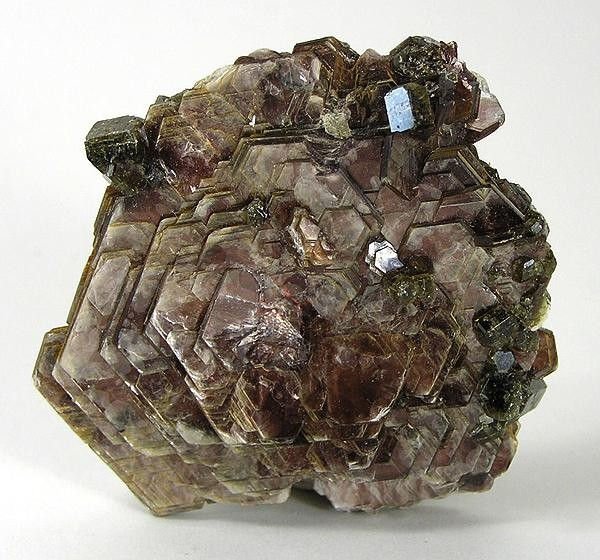
Muskovit
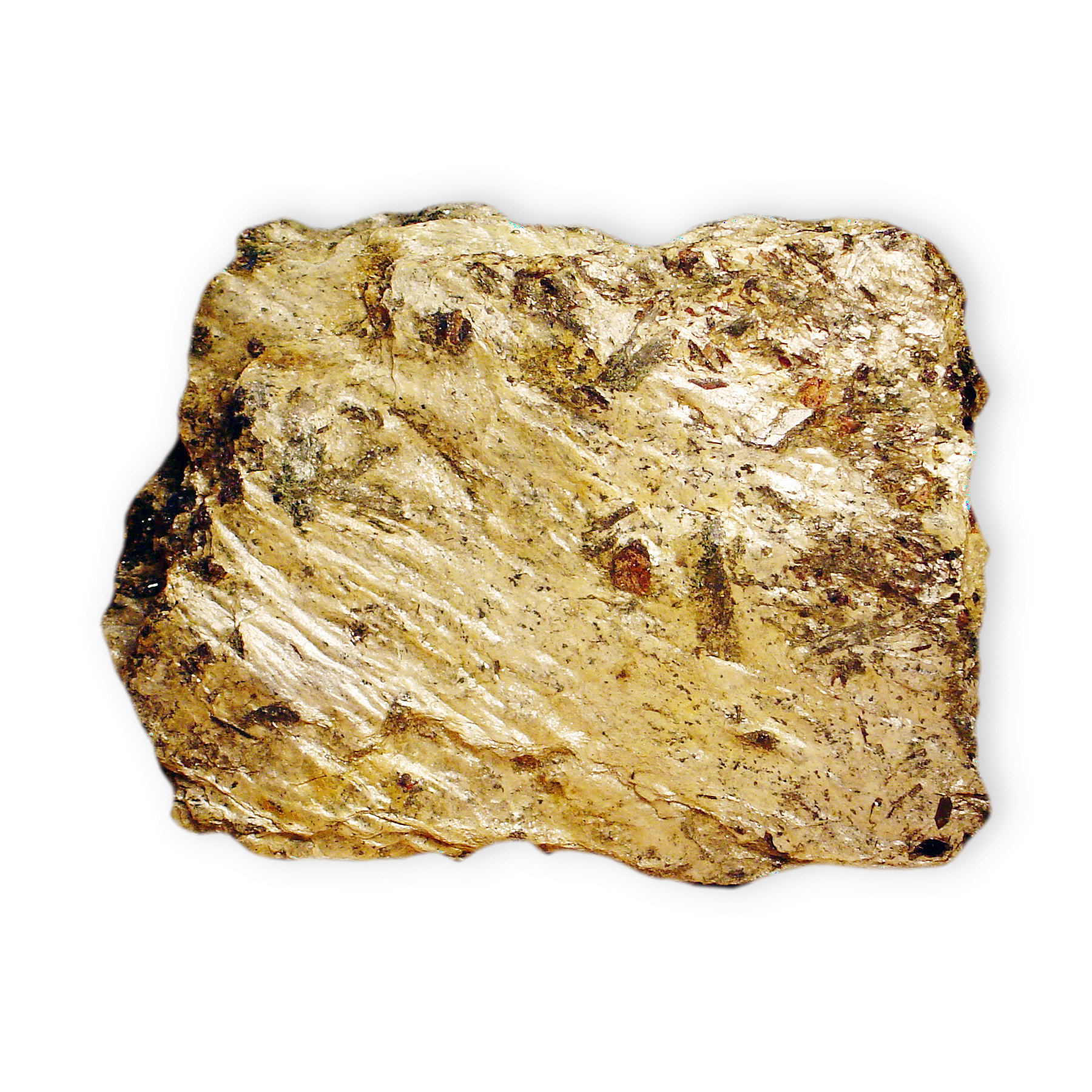
Paragonit

|                           | I+     | M22+2                     | M13+                      | T3+2T4+2       | O2−10 | A−2    | |
| ------------------------- | ------ | ------------------------- | ------------------------- | -------------- | ----- | ------ | --- |
| Siderophyllit             | K+     | Fe2+2                     | Al3+                      | Al3+2Si4+2     | O2−10 | (OH)−2 | |
| Eastonit                  | K+     | Mg2+2                     | Al3+                      | Al3+2Si4+2     | O2−10 | (OH)−2 | |
| Preiswerkit               | Na+    | Mg2+2                     | Al3+                      | Al3+2Si4+2     | O2−10 | (OH)−2 | |
|                           | I+     | M23+2                     | M1+                       | T3+2T4+2       | O2−10 | A−2    | |
| Ephesit                   | Na+    | Al3+2                     | Li+                       | Al3+2Si4+2     | O2−10 | (OH)−2 | |
|                           | I+     | M+1,5 M3+1,5              | M+1,5 M3+1,5              | T3+T4+3        | O2−10 | A−2    | |
| Trilithionit              | K+     | Li+1,5 Al3+1,5            | Li+1,5 Al3+1,5            | Al3+Si4+3      | O2−10 | F−2    | |
|                           | I+     | M+ M2+ M3+                | M+ M2+ M3+                | T3+T4+3        | O2−10 | A−2    | durch Symmetrieerniedrigung drei verschiedene Oktaederpositionen                                             |
| Masutomilith              | K+     | Li+ Mn2+ Al3+             | Li+ Mn2+ Al3+             | Al3+Si4+3      | O2−10 | F−2    | Mischkristall aus KLi1,5Al1,5[AlSi3O10F2] und KMn3[AlSi3O10F2]                                               |
|                           | I+     | M22+2                     | M12+                      | T3+T4+3        | O2−10 | A−2    | |
| Annit                     | K+     | Fe2+2                     | Fe2+                      | Al3+Si4+3      | O2−10 | (OH)−2 | |
| Suhailit                  | (NH4)+ | Fe2+2                     | Fe2+                      | Al3+Si4+3      | O2−10 | (OH)−2 | [ 4 ] |
| Fluorannit                | K+     | Fe2+2                     | Fe2+                      | Al3+Si4+3      | O2−10 | F−2    | [ 5 ] |
| Phlogopit                 | K+     | Mg2+2                     | Mg2+                      | Al3+Si4+3      | O2−10 | (OH)−2 | |
| Fluorophlogopit           | K+     | Mg2+2                     | Mg2+                      | Al3+Si4+3      | O2−10 | F−2    | [ 6 ] |
| Aspidolith                | Na+    | Mg2+2                     | Mg2+                      | Al3+Si4+3      | O2−10 | (OH)−2 | |
| Hendricksit               | K+     | Zn2+2                     | Zn2+                      | Al3+Si4+3      | O2−10 | (OH)−2 | |
| Tetraferriannit           | K+     | Fe2+2                     | Fe2+                      | Fe3+Si4+3      | O2−10 | (OH)−2 | |
| Tetraferriphlogopit       | K+     | Mg2+2                     | Mg2+                      | Fe3+Si4+3      | O2−10 | (OH)−2 | |
| Fluorotetraferriphlogopit | K+     | Mg2+2                     | Mg2+                      | Fe3+Si4+3      | O2−10 | F−2    | [ 7 ] |
|                           | I+     | M22+2                     | M12+                      | T4+4           | O2−10 | A−A2−  | |
| Oxiphlogopit              | K+     | Mg2+2                     | Mg2+                      | Si4+4          | O2−10 | F−O2−  | [ 8 ] |
|                           | I+     | M22+2                     | M1+                       | T4+4           | O2−10 | A−2    | |
| Tainiolith                | K+     | Mg2+2                     | Li+                       | Si4+4          | O2−10 | F−2    | |
| Garmit                    | Cs+    | Mg2+2                     | Li+                       | Si4+4          | O2−10 | F−2    | [ 9 ] |
|                           | I+     | M2+2                      | M13+                      | T4+4           | O2−10 | A−2    | |
| Polylithionit             | K+     | Li+2                      | Al3+                      | Si4+4          | O2−10 | F−2    | |
| Sokolovait                | Cs+    | Li+2                      | Al3+                      | Si4+4          | O2−10 | F−2    | |
| Kreiterit                 | Cs+    | Li+2                      | Fe3+                      | Si4+4          | O2−10 | F−2    | [ 10 ] |
|                           | I+     | M2+2                      | M14+                      | T4+4           | O2−10 | A−A2−  | |
| Gorbunovit                | Cs+    | Li+2                      | Ti4+                      | Si4+4          | O2−10 | F−O2−  | [ 11 ] |
| Orlovit                   | K+     | Li+2                      | Ti4+                      | Si4+4          | O2−10 | F−O2−  | [ 12 ] |
|                           | I+     | M22+2,5 ☐0,5              | M22+2,5 ☐0,5              | T4+4           | O2−10 | A−2    | |
| Montdorit                 | K+     | Fe2+1,5Mn2+0,5Mg2+0,5☐0,5 | Fe2+1,5Mn2+0,5Mg2+0,5☐0,5 | Si4+4          | O2−10 | F−2    | mit dieser Zusammensetzung kein anerkanntes Endglied. Ein Mischkristall aus Fe2+- Mn2+- und Mg2+-Endgliedern |
| Yangzhumingit             | K+     | Mg2+2,5☐0,5               | Mg2+2,5☐0,5               | Si4+4          | O2−10 | F−2    | [ 13 ] |
|                           | I+     | M23+1,5☐0,5               | M1+                       | T4+3,5T3+0,5   | O2−10 | A−2    | |
| Luanshiweiit              | K+     | Al3+1,5☐0,5               | Li+                       | Si4+3,5Al3+0,5 | O2−10 | (OH)−2 | Kann als Polylithionit-Muskovit-Mischkristall beschrieben werden                                             |
| Fluorluanshiweiit         | K+     | Al3+1,5☐0,5               | Li+                       | Si4+3,5Al3+0,5 | O2−10 | F−2    | Kann als Polylithionit-Fluor-Muskovit-Mischkristall beschrieben werden                                       |
| Voloshinit                | Rb+    | Al3+1,5☐0,5               | Li+                       | Si4+3,5Al3+0,5 | O2−10 | F−2    | Kann als Rubidium-Polylithionit-Fluor-Muskovit-Mischkristall beschrieben werden                              |
|                           | I+     | M22+2                     | M1+                       | T4+4           | O2−10 | A2−2   | |
| Norrishit                 | K+     | Mn3+2                     | Li+                       | Si4+4          | O2−10 | O2−2   | |
|                           | I+     | M1,3+2                    | M25+                      | T4+4           | O2−10 | A2−2   | |
| Balestrait                | K+     | Li+2                      | V5+                       | Si4+4          | O2−10 | O2−2   | [ 17 ] |

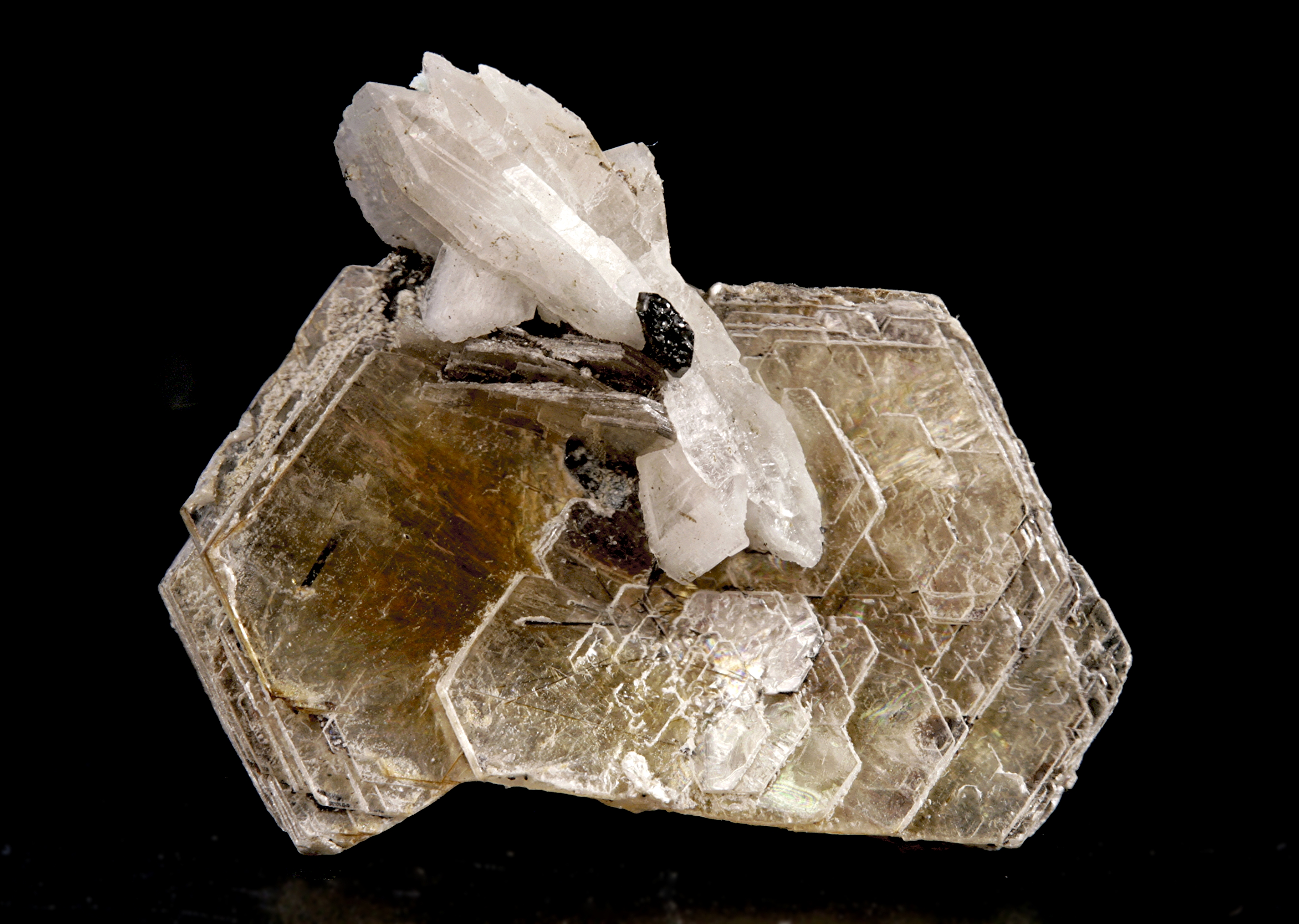
Polylithionit mit Albit (weiß)
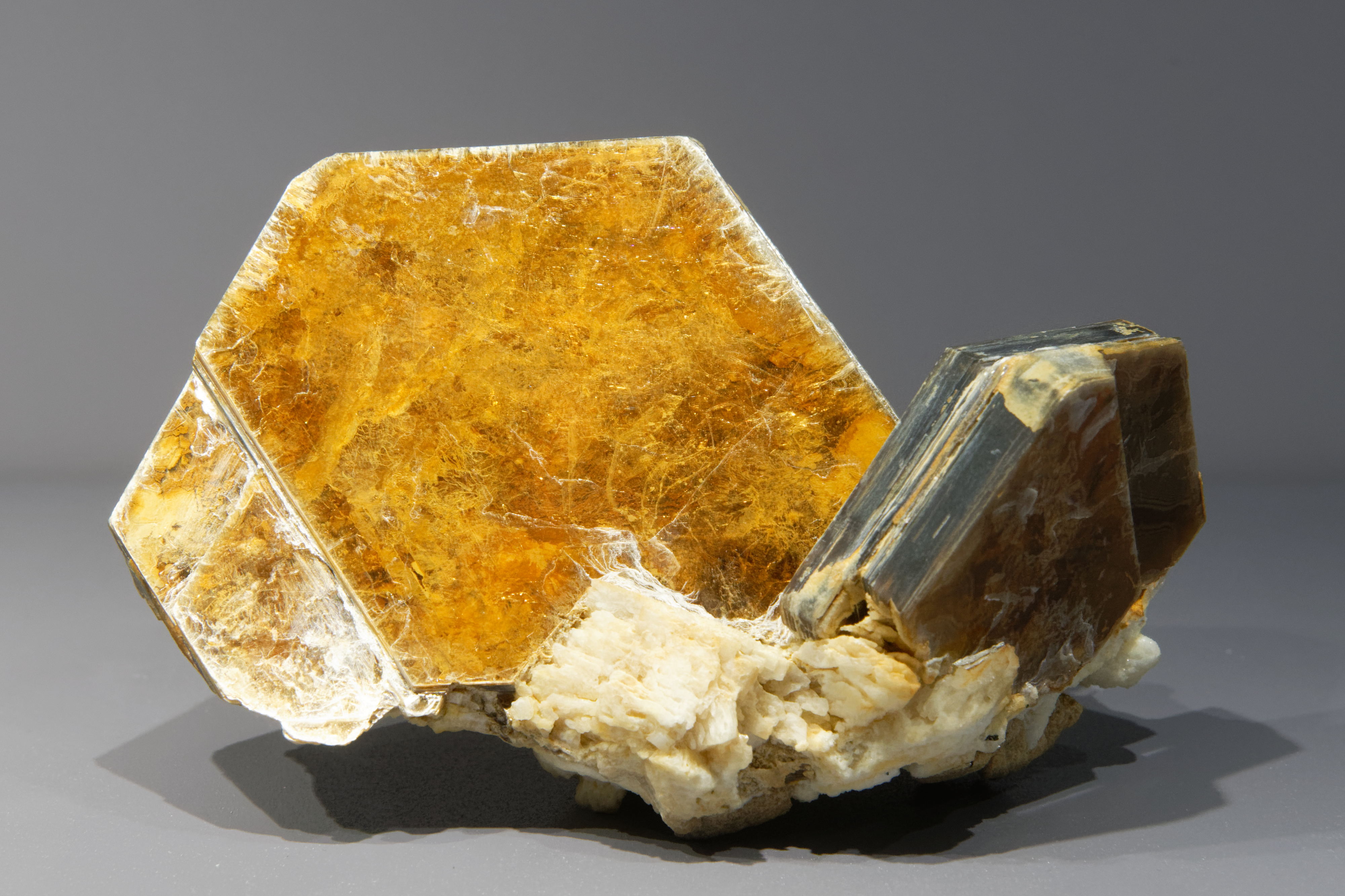
Phlogopit
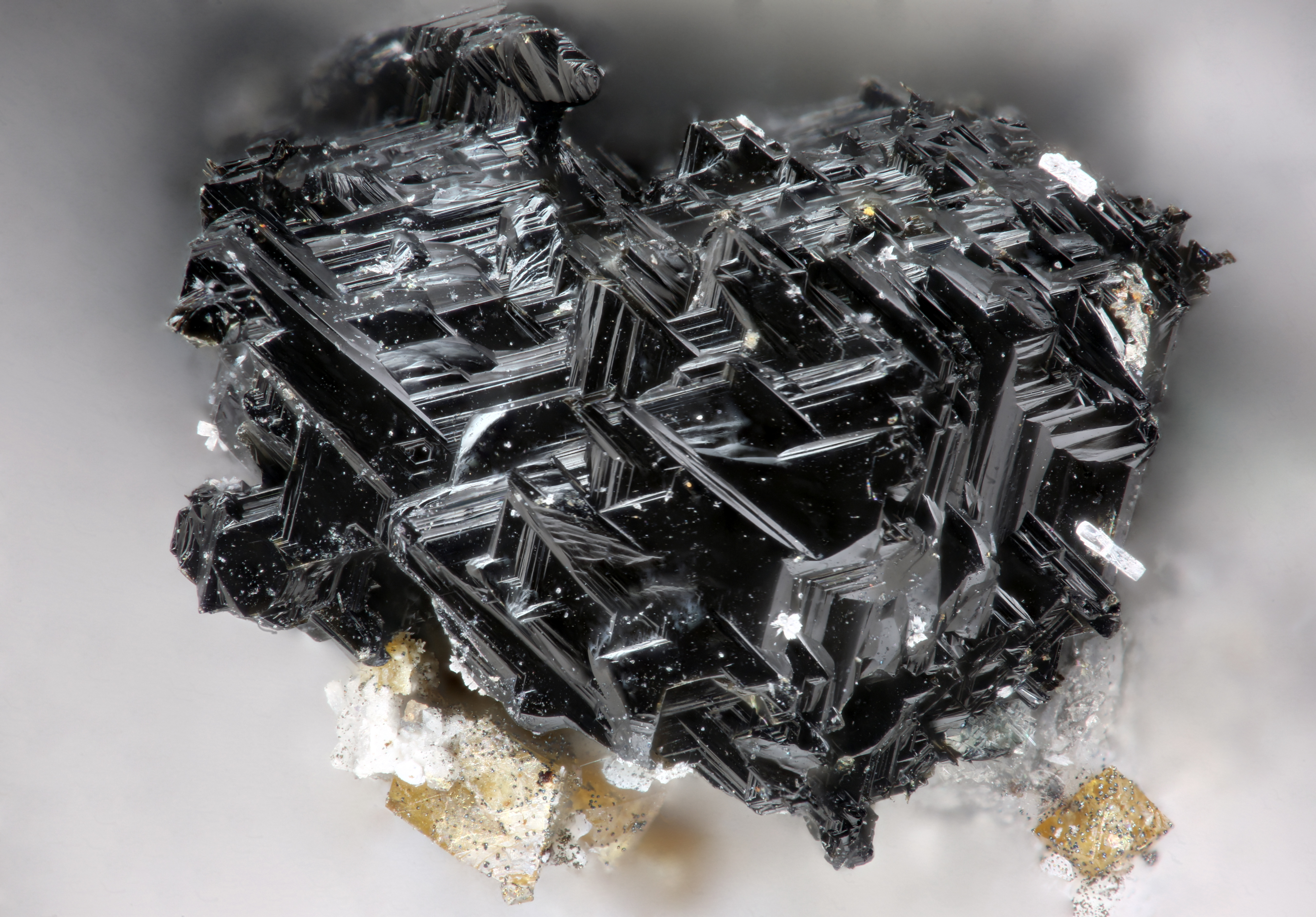
Annit
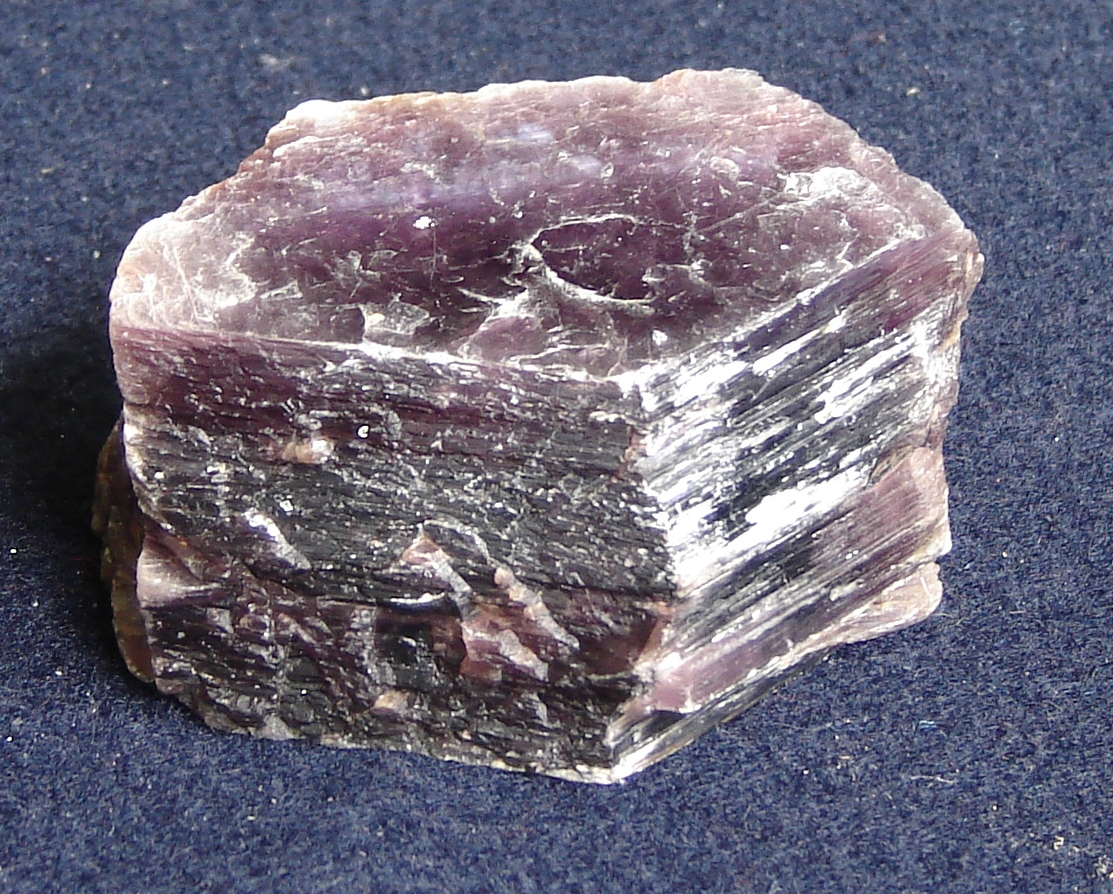
Lepidolith
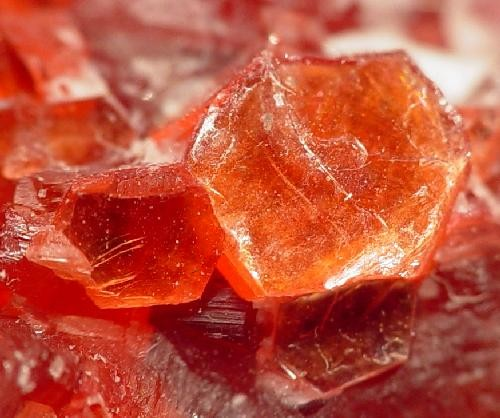
Ephesit
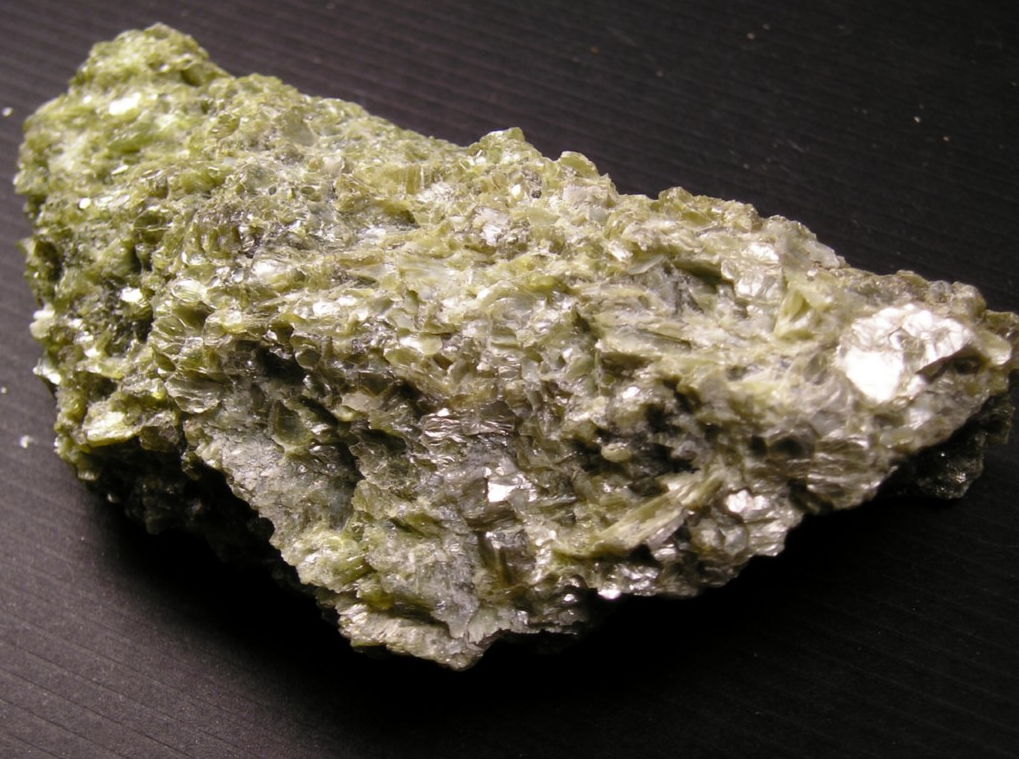
Eastonit
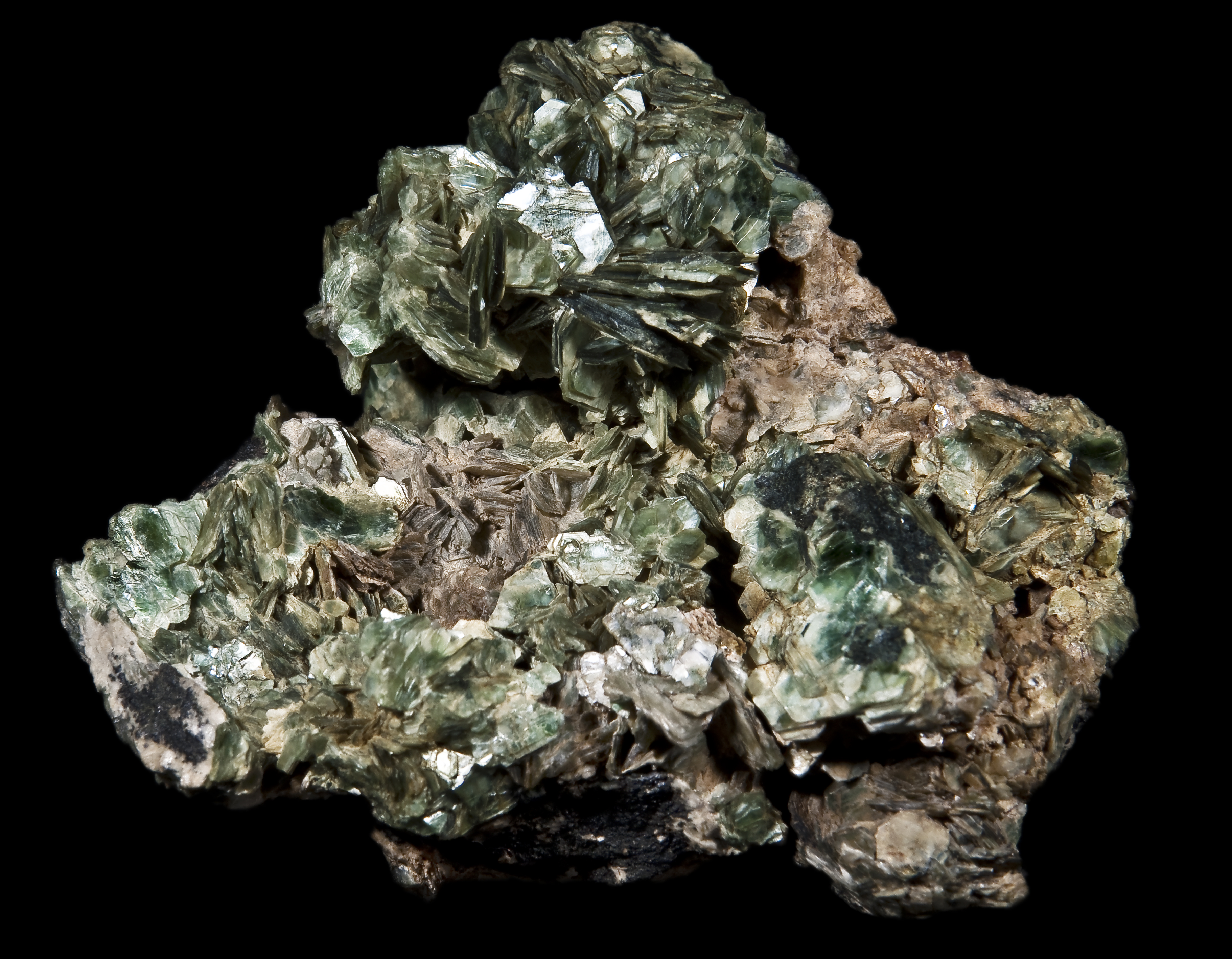
Siderophyllit

### Sprödglimmer
Die Gruppe der Sprödglimmer umfasst die Minerale der Glimmergruppe, deren 12-fach koordinierte I-Position zu mehr als 50 % mit zweiwertigen Kationen besetzt ist. Das ist vorwiegend Calcium (Ca2+) und Barium (Ba2+).
In der Systematik nach Dana ist dies die Margarituntergruppe, in der Strunz-Systematik (9. Auflage) Margarit (9.EC.30, dioktaedrisch) und die Clintonitgruppe (9.EC.35, trioktaedrisch).
|            | I2+  | M23+2 | M10+ | T3+2T4+2   | O2−10 | A−2    |                         |
| ---------- | ---- | ----- | ---- | ---------- | ----- | ------ | ----------------------- |
| Margarit   | Ca2+ | Al3+2 | ☐    | Al3+2Si4+2 | O2−10 | (OH)−2 |                         |
| Ganterit   | Ba2+ | Al3+2 | ☐    | Al3+2Si4+2 | O2−10 | (OH)−2 | hypothetisches Endglied |
| Chernykhit | Ba2+ | V3+2  | ☐    | Al3+2Si4+2 | O2−10 | (OH)−2 |                         |

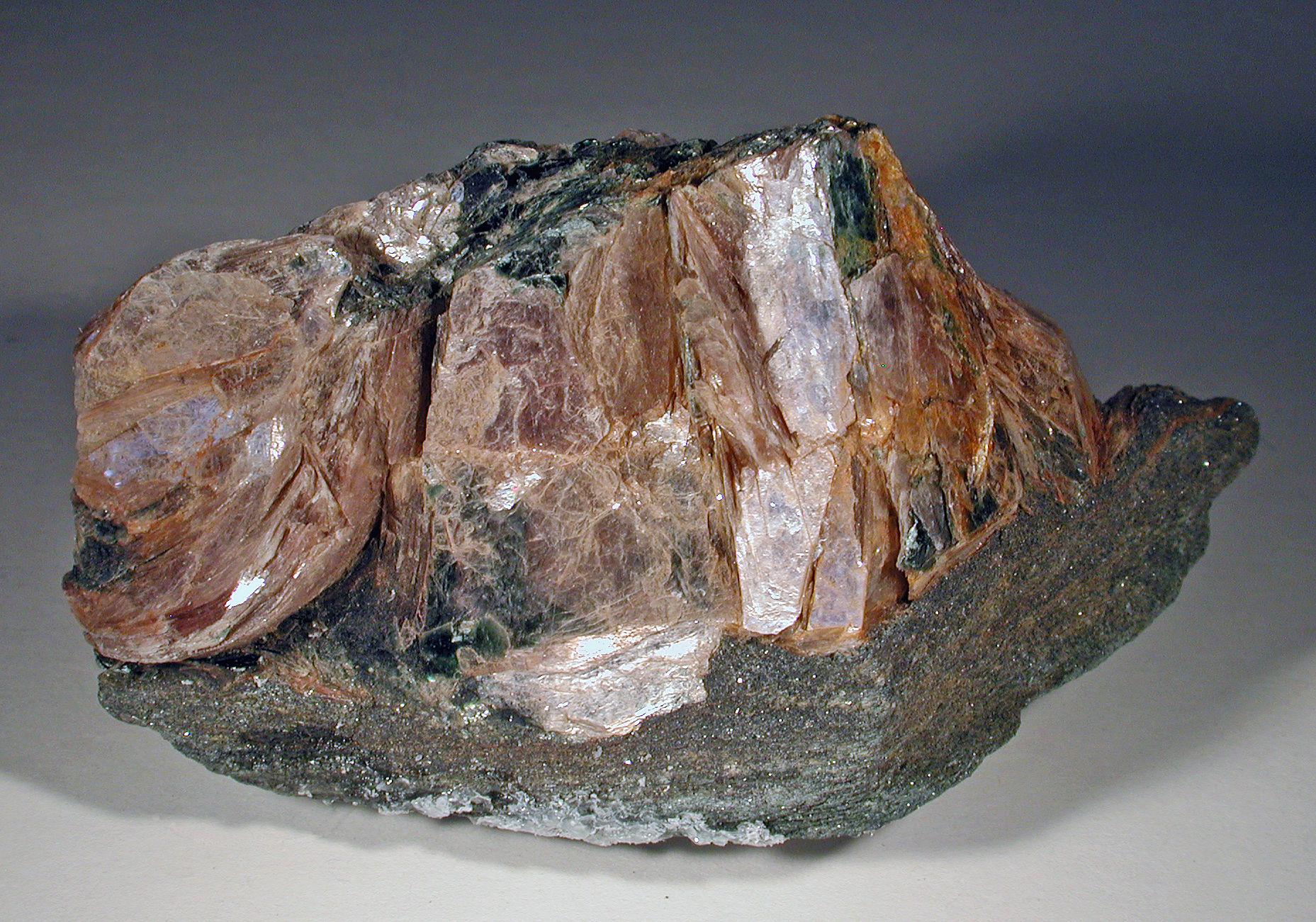
Margarit
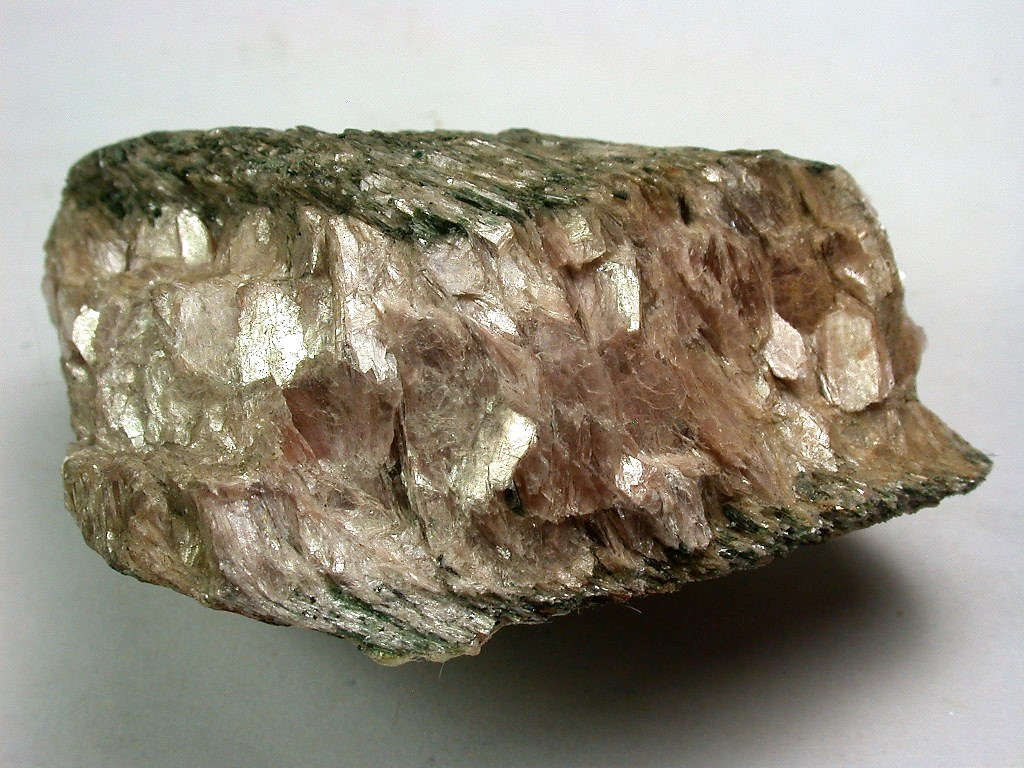
Margarit
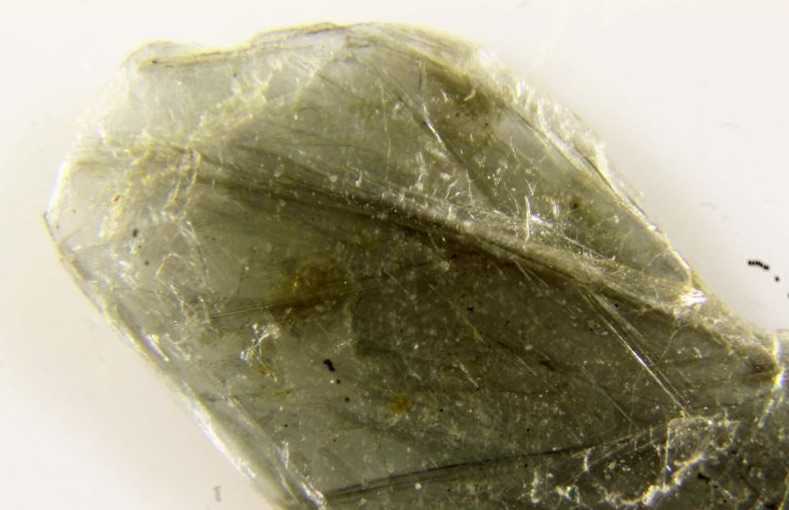
Chernykhit

|                     | I2+  | M22+2 | M13+  | T3+T4+3       | O2−10 | A−2      |        |
| ------------------- | ---- | ----- | ----- | ------------- | ----- | -------- | ------ |
| Clintonit           | Ca2+ | Mg2+2 | Al3+  | Al3+Si4+3     | O2−10 | (OH)−2   |        |
|                     | I2+  | M2+3  | M2+3  | T3+2T4+2      | O2−10 | A−2      |        |
| Kinoshitalith       | Ba2+ | Mg2+3 | Mg2+3 | Al3+2Si4+2    | O2−10 | (OH)−2   |        |
| Fluorokinoshitalith | Ba2+ | Mg2+3 | Mg2+3 | Al3+2Si4+2    | O2−10 | F−2      | [ 7 ]  |
| Ferrokinoshitalith  | Ba2+ | Fe2+3 | Fe2+3 | Al3+2Si4+2    | O2−10 | (OH)−2   |        |
|                     | I2+  | M2+3  | M2+3  | T3+T4+3       | O2−10 | A2− A−   |        |
| Anandit             | Ba2+ | Fe2+3 | Fe2+3 | Fe3+Si4+3     | O2−10 | S2−(OH)− |        |
|                     | I2+  | M22+2 | M14+  | T3+2T4+2      | O2−10 | A2−2     |        |
| Oxykinoshitalith    | Ba2+ | Mg2+2 | Ti4+  | Al3+2Si4+2    | O2−10 | O2−2     | [ 18 ] |
|                     | I2+  | M23+2 | M1+   | T2+T3+T4+2    | O2−10 | A−2      |        |
| Bityit              | Ba2+ | Al3+2 | Li+   | Be2+Al3+Si4+2 | O2−10 | (OH)−2   |        |

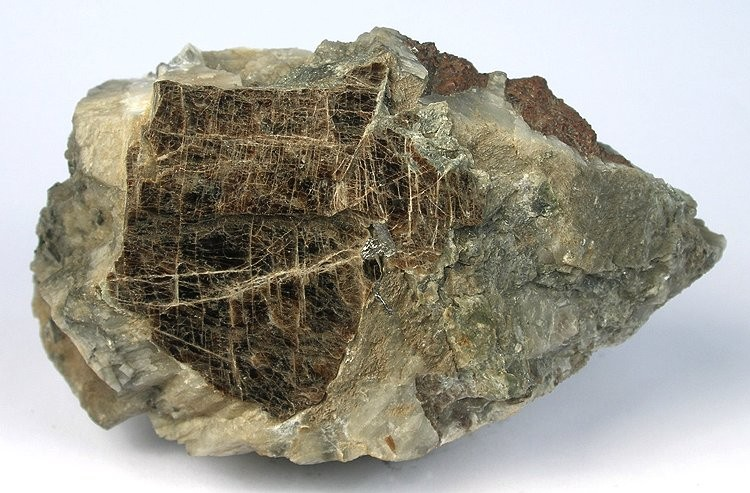
Clintonit in orthoklasreicher Matrix
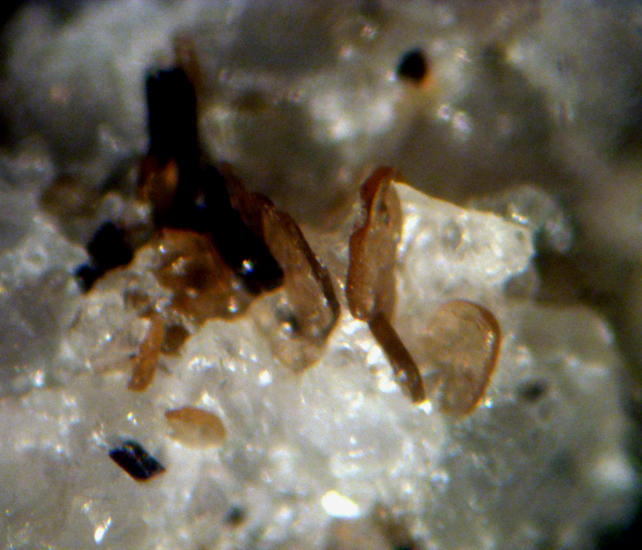
Kinoshitalith
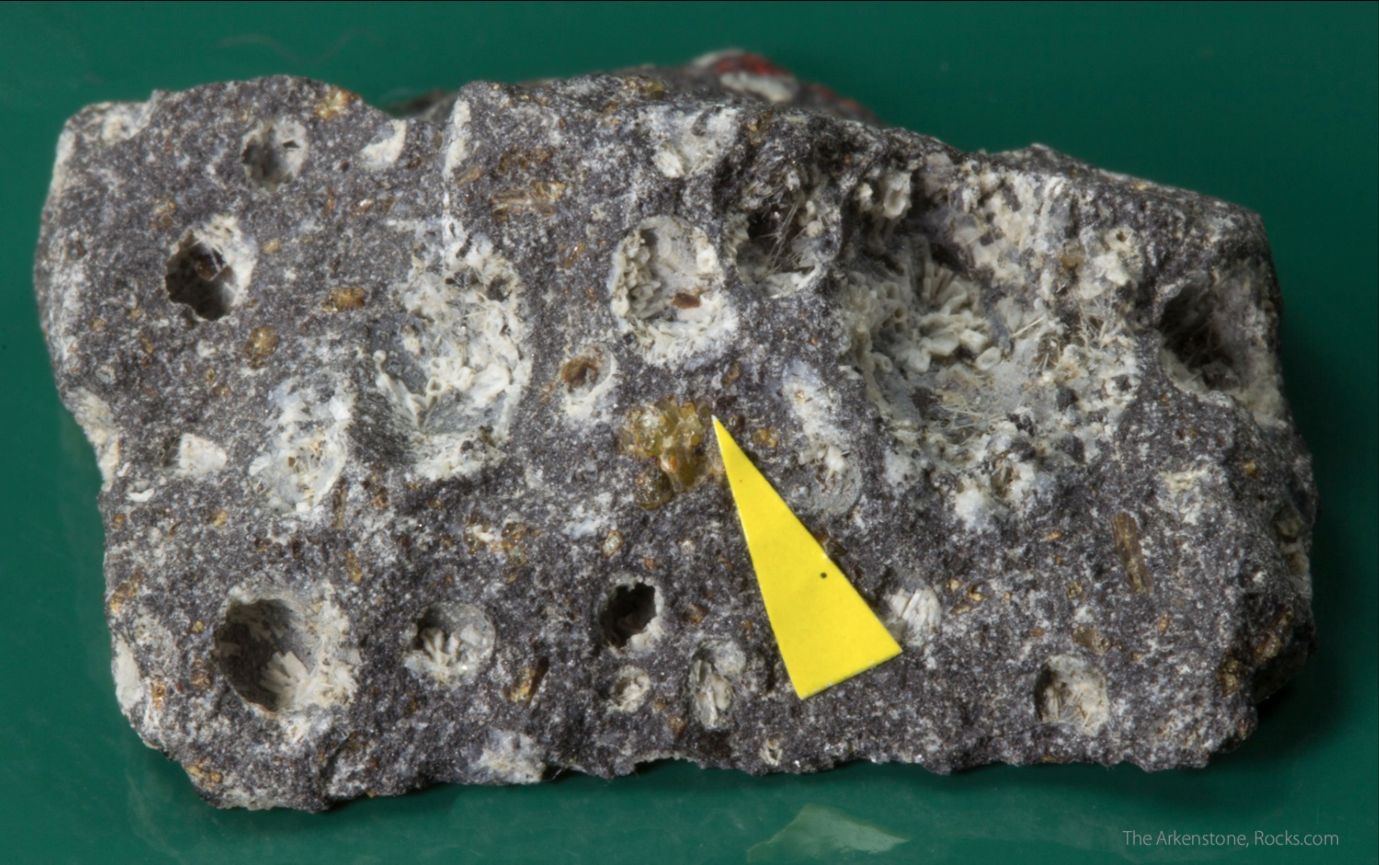
Oxykinoshitalith (beige)

### Zwischenschicht-defizitäre Glimmer
Die Gruppe der Zwischenschicht-defizitären Glimmer umfasst die Minerale der Glimmergruppe, deren 12-fach koordinierte I-Position weniger als 0,85 positive Ladungen enthält.
Die Systematik nach Dana führt sie als Hydroglimmer auf, die Systematik nach Strunz in der Glaukonitreihe.
|                    | I+1-x       | M23+2           | M10+ | T3+xT4+4-x       | O2−10 | A−2    |  |
| ------------------ | ----------- | --------------- | ---- | ---------------- | ----- | ------ |  |
| Illit (Serie)      | K0,65☐0,35  | Al3+2           | ☐    | Al3+0,65Si4+3,35 | O2−10 | (OH)−2 |  |
| Brammallit (Serie) | Na0,65☐0,35 | Al3+2           | ☐    | Al3+0,65Si4+3,35 | O2−10 | (OH)−2 |  |
| Glaukonit (Serie)  | K0,8☐0,2    | M3+1,33 M2+0,67 | ☐    | Al3+0,13Si4+3,87 | O2−10 | (OH)−2 |  |

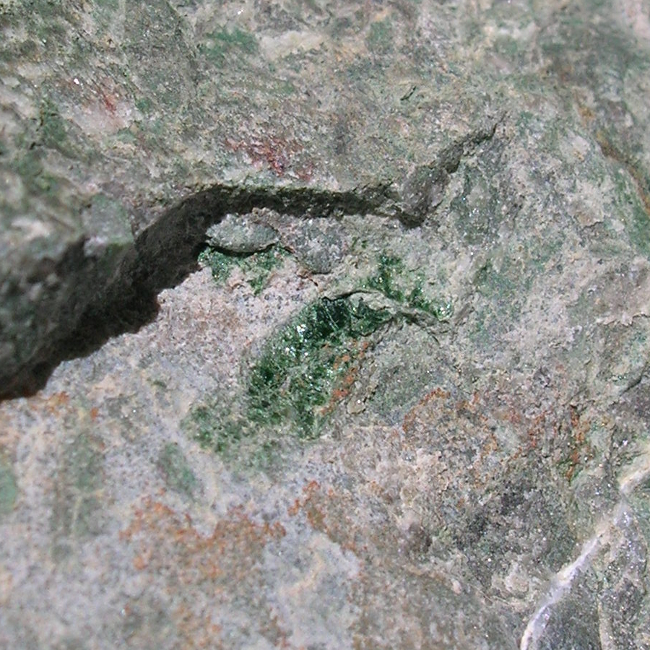
Glaukonit
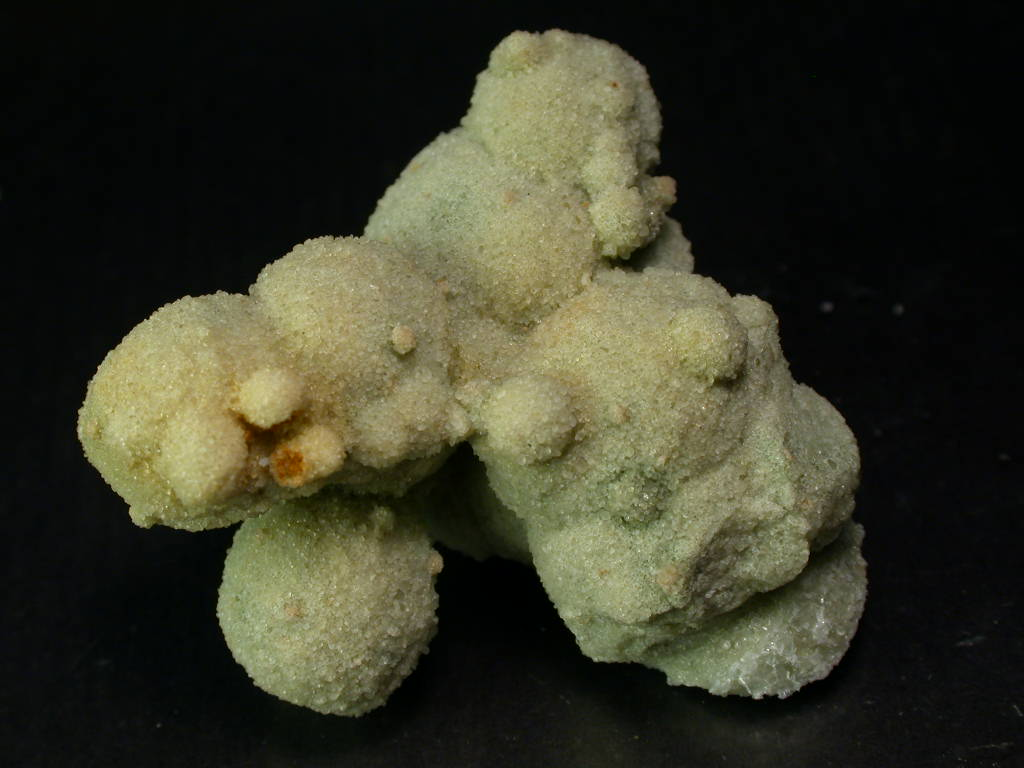
Glaukonit
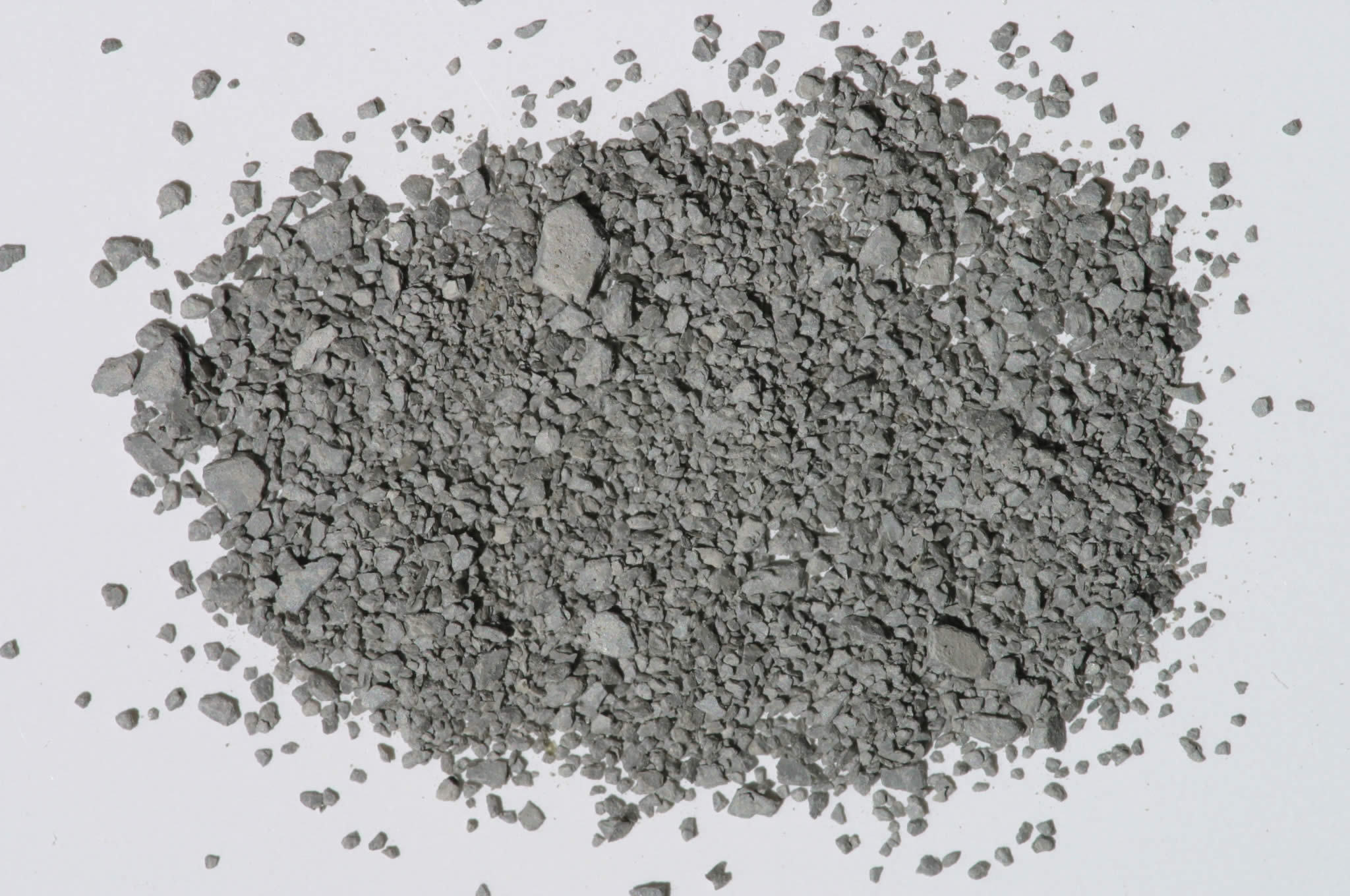
Illit

|         | I+0,5☐0,5 | M22+2 | M13+0,5M12+0,5 | T3+T4+3   | O2−10 | A−2    |  |
| ------- | --------- | ----- | -------------- | --------- | ----- | ------ |  |
| Wonesit | Na0,5☐0,5 | Mg2+2 | Al3+0,5Mg2+0,5 | Al3+Si4+3 | O2−10 | (OH)−2 |  |

### Seriennamen

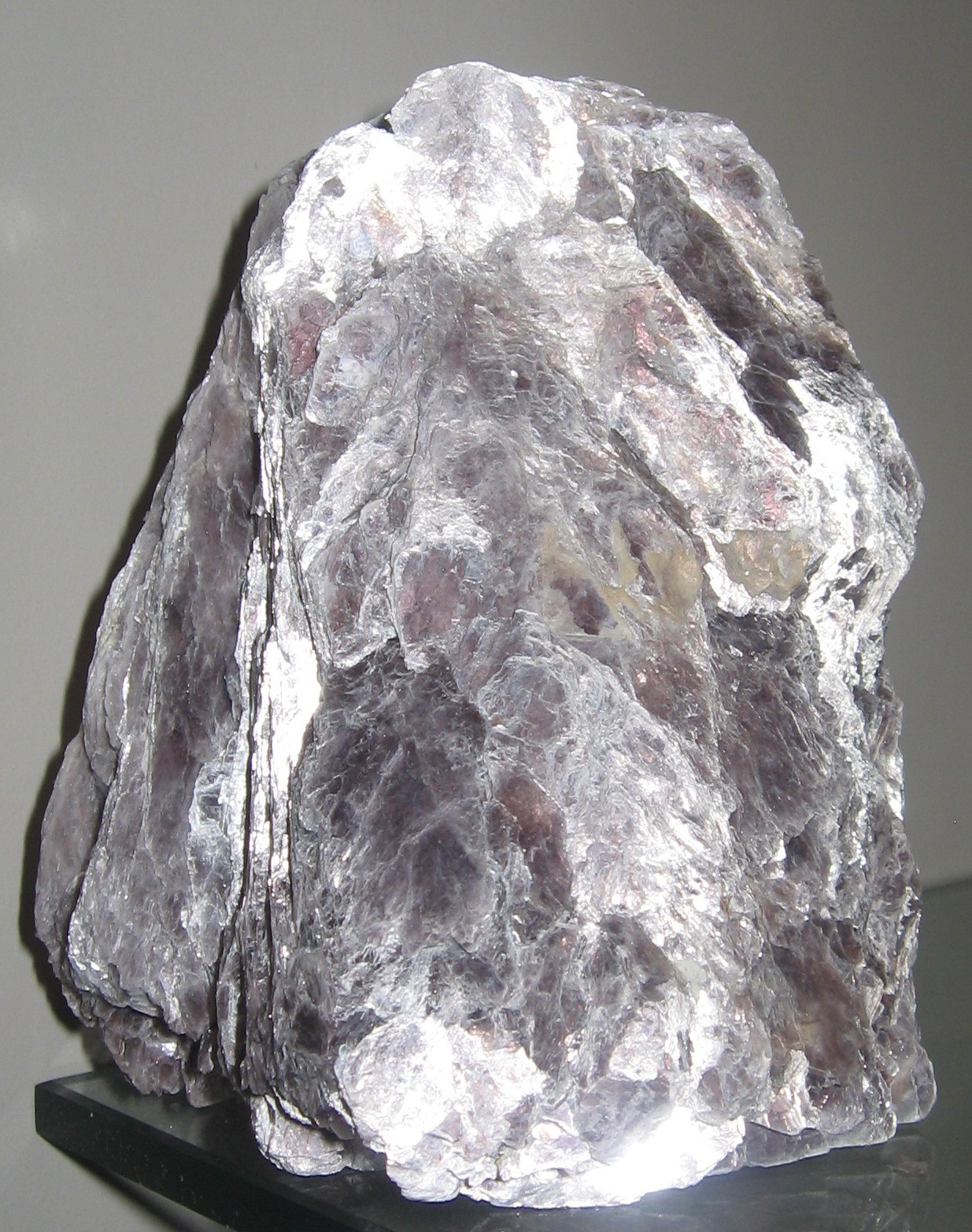
Lepidolith aus Brasilien

Einige althergebrachte Namen sind als Bezeichnungen für Mischkristallzusammensetzungen zulässig, wenn eine genauere Charakterisierung nicht möglich ist.
- Biotit: Dunkle lithiumfreie Glimmer mit Zusammensetzungen zwischen Annit, Phlogopit, Siderophyllit und Eastonit.
- Glaukonit: Dioktaedrische Zwischenschicht-defizitäre Glimmer mit mehr als 15 % zweiwertiger Kationen auf der M-Position und vorwiegend Fe3+ als dreiwertigem Kation auf der M-Position
- Illit: Dioktaedrische Zwischenschicht-defizitäre Glimmer mit weniger als 25 % zweiwertiger Kationen auf der M-Position und vorwiegend Al als dreiwertigem Kation auf der M-Position
- Lepidolith: Lithiumreiche trioktaedrische Glimmer mit Zusammensetzungen zwischen Trilithionit und Polylithionit
- Zinnwaldit: Dunkle lithiumhaltige Glimmer mit Zusammensetzungen zwischen Siderophyllit und Polylithionit.

## Chemismus
Glimmer haben die chemische Zusammensetzung:
I M2-3 [T4 O10] A2.
In dieser Formel bedeuten:
- I: 12-fach koordinierte Kationen (K, Na, Ca, Ba, Rb, Cs, NH4+)
- M: 6-fach koordinierte Kationen (Li, Mg, Fe2+, Mn, Zn, Al, Fe3+, Cr, V, Ti)
- T: 4-fach koordinierte Kationen (Si, Al, Fe3+, B, Be)
- A: Anion (OH−, F−, Cl−, O2−, S2−)

Die Koordination eines Kations bezeichnet in diesem Zusammenhang Anzahl und Art dessen nächster Nachbarn. Beispielsweise ist ein 12-fach koordiniertes Kation von 12 Sauerstoffionen umgeben.
Fett hervorgehoben sind die jeweils dominierenden Ionen. Die in Klammern stehenden Ionen können in beliebiger Mischung vertreten sein, stehen jedoch immer im selben Verhältnis zu den anderen Atomgruppen (Substitution).

## Kristallstruktur
Strukturell zeichnen sich die Glimmer durch Schichten von TO4-Tetraedern und MO6-Oktaedern aus. Eine Oktaederschicht wird hierbei von 2 Tetraederschichten eingeschlossen. Untereinander sind diese „TOT-Sandwiches“ nur sehr schwach über große niedrig geladene Zwischenschichtkationen verbunden.
Durch Schnitteffekte sind in Dünnschliffen oft ausgeprägte Farbspiele zu beobachten. Dieses Szintillieren (engl. birds-eye structure) ist ein wichtiges Bestimmungsmerkmal.

### Silikat-Anionenkomplex

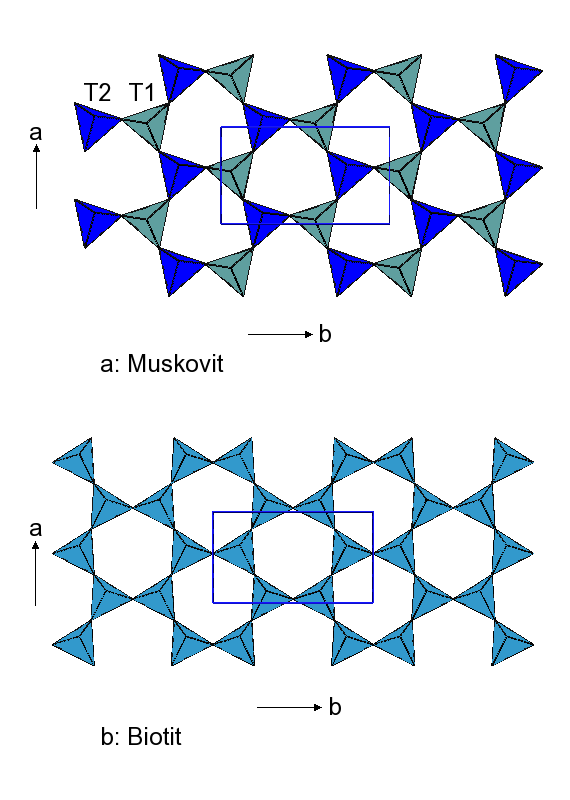
Glimmerstruktur 1: SiO_{4}-Tetraederschicht

Glimmer gehören zu der Gruppe der Schichtsilikate. Die Si4+-Ionen bilden vier sehr feste, kovalente Bindungen zu vier O2− -Ionen, die die Si-Ionen tetraedrisch umgeben. Die Sauerstoffionen sitzen auf den Ecken der Koordinationstetraeder und das Silizium befindet sich in deren Zentrum. Auf den Strukturabbildungen sind der Übersichtlichkeit halber nur diese Koordinationspolyeder abgebildet und nicht die Atome selbst.
Diese SiO4-Tetraeder sind über Ecken (gemeinsame Sauerstoffe) zu theoretisch unbegrenzten Schichten verbunden. Die Schichtstruktur der Glimmer zeichnet sich dadurch aus, dass jeder SiO4-Tetraeder über drei gemeinsame Ecken (Sauerstoffe) mit drei weiteren SiO4-Tetraedern verbunden ist und die freien vierten Spitzen aller Tetraeder einer Schicht in die gleiche Richtung zeigen (siehe Abb. 1). Der daraus resultierende Silikatanionenkomplex hat die Summenformel [Si4O10]4−.

### Oktaederschicht

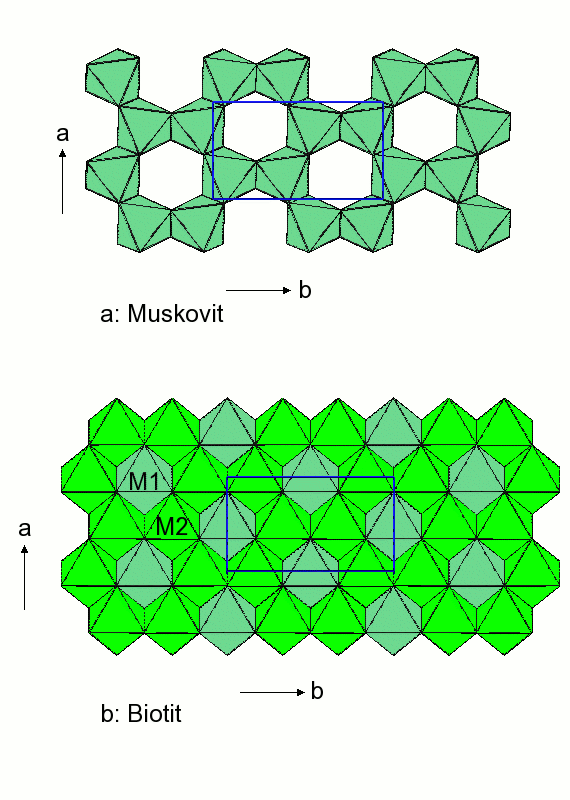
Glimmerstruktur 2: MO_{6}-Oktaederschicht

Die zwei- und dreiwertigen Kationen der M-Position sind oktaedrisch von 6 Sauerstoffen umgeben. Diese MO6-Oktaeder sind über Kanten (jeweils zwei gemeinsame Sauerstoffe zweier Oktaeder pro Kantenverknüpfung) miteinander verbunden und bilden ebenfalls theoretisch unbegrenzte Schichten. Bei den dioktaedrischen Glimmern sind nur die M2-Oktaeder mit Kationen besetzt (Abb. 2a), wohingegen bei den trioktaedrische Glimmern alle Oktaeder dieser Schichten mit Kationen besetzt sind (Abb. 2b).

### Verknüpfung der Schichten

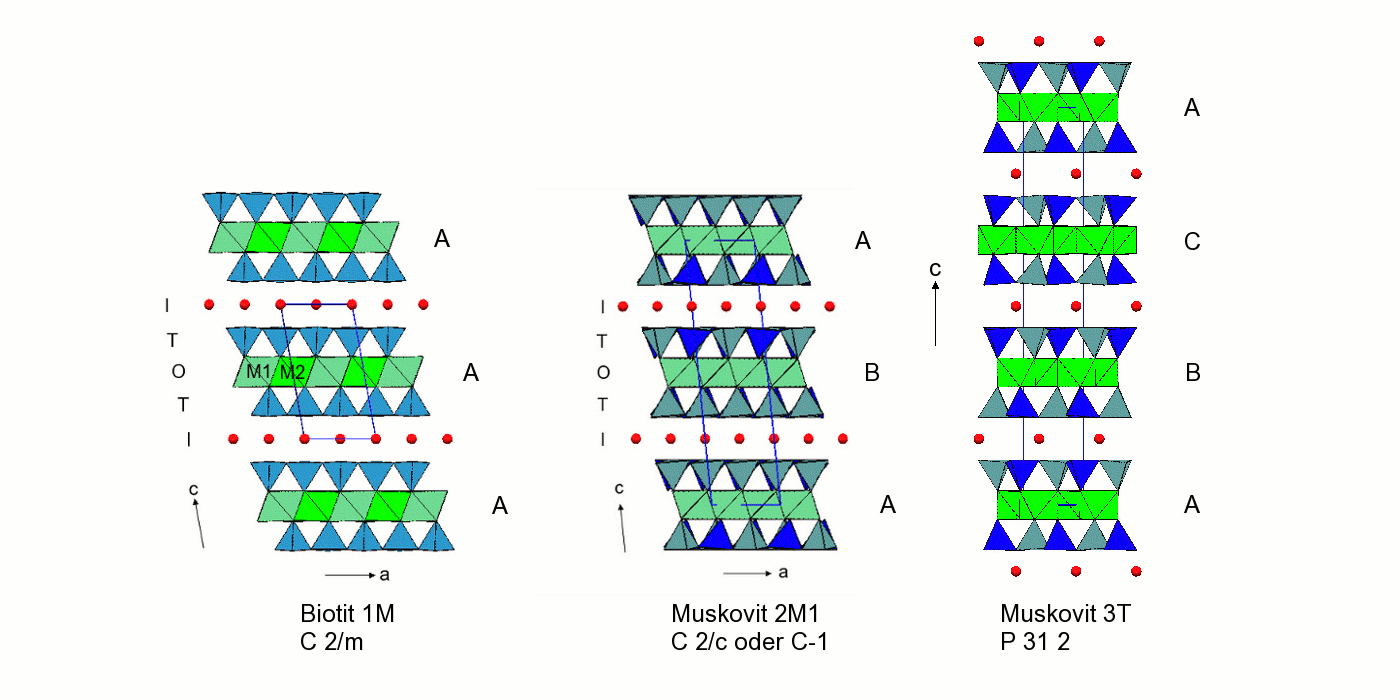
Glimmerstruktur 3: Schichtabfolge und Polytypie

Charakteristisch für die Glimmerstruktur ist, dass diese Silikat- und Oktaederschichten miteinander so verbunden sind, dass jede Oktaederschicht von zwei Silikatschichten eingeschlossen wird. Hierbei sind die Silikattetraeder mit ihrer freien Spitze (Sauerstoff) mit der Oktaederschicht verbunden. Diese Baueinheit ist vergleichbar mit den I-Beams der Pyroxene, Amphibole und anderer Biopyribole. Die Ladungen sind innerhalb dieser Baugruppe weitgehend ausgeglichen. Die abschließenden Sauerstoffe an den nach außen weisenden Basisflächen der SiO4-Tetraeder sind alle an zwei Si-Ionen gebunden und weisen nahezu keine freien Bindungsvalenzen mehr auf. Untereinander sind diese Glimmerstruktureinheiten daher nur noch über schwache ionische Bindungen mit den Zwischenschichtkationen der D-Position verbunden. Dies ist die strukturelle Erklärung für die exzellente blättrige Spaltbarkeit der Glimmer.
Diese Glimmerstruktureinheiten, auch als T-O-T- oder 2:1-Schichten bezeichnet, sind in Richtung der kristallographischen c-Achse aufeinandergestapelt (Abb. 3) und können dabei um die c-Achse mit n * 60° gegeneinander verdreht sein (0 ≤ n ≤ 5). Unterschiedliche Stapelfolgen verschieden orientierter Glimmerstruktureinheiten ergeben diverse Glimmerpolytype mit unterschiedlicher Symmetrie (monoklin, orthorhombisch, trigonal). Durch eine geordnete Verteilung unterschiedlicher Kationen auf den oktaedrisch koordinierten G-Positionen wird die Symmetrie der Polytype mitunter herabgesetzt, z. B. von C2/m (monoklin) auf C-1 (triklin).
Die Glimmerpolytype können in drei Unterfamilien aufgeteilt werden:
- A-Polytype: Rotation der TOT-Schichten nur um 2n*60° (0°, 120°, 240°). In diese Unterfamilie gehören die häufigsten Glimmerpolytypen 1M, 2M1 und 3T
- B-Polytype: Rotation der TOT-Schichten nur um (2n+1)*60° (60°, 180°, 300°). Aus dieser Gruppe sind bislang nur die seltenen Polytype 2M2 und 2O in der Natur gefunden worden.
- Gemischte Polytype: Sowohl 2n*60° wie auch (2n+1)*60° – Rotationen der Glimmerschichten (1Md)

Die Bezeichnungen der Polytype setzen sich im Wesentlichen zusammen aus der Anzahl unterschiedlich orientierter Baueinheiten (Zahlen, d für 'disordered – ungeordnet') und der Kristallklasse (Großbuchstaben M für monoklin, T für trigonal, O für orthorhombisch, H für hexagonal).

## Vorkommen

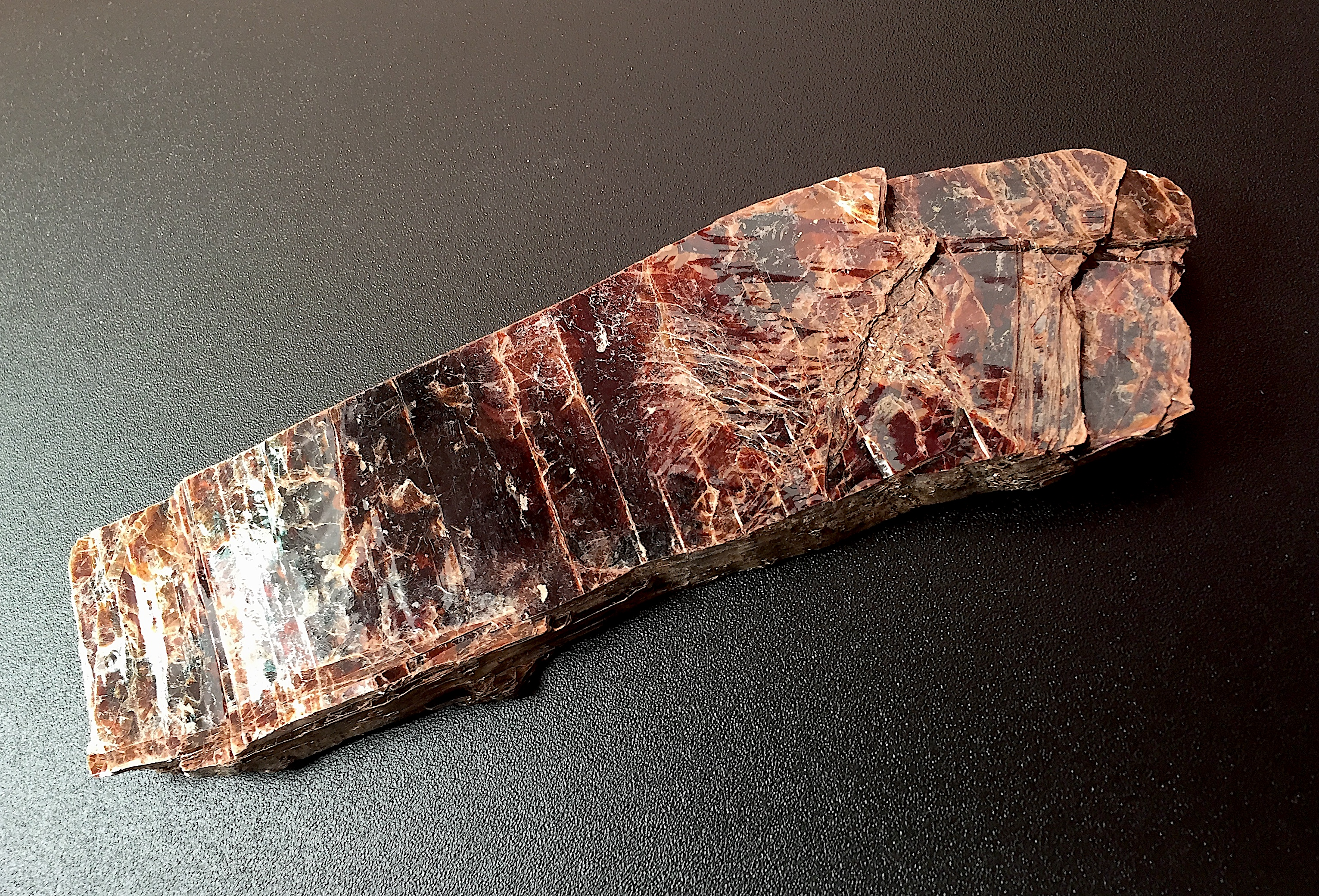
Glimmer (möglicherweise Biotit) aus den Rössingbergen in Namibia

Glimmer sind häufige Bestandteile von magmatischen, metamorphen und Sedimentgesteinen. Die Varietät Muskovit findet sich beispielsweise besonders oft in quarzreichen Graniten oder Pegmatiten, daneben auch in metamorphen Gesteinen wie Phyllit. Als sehr verwitterungsbeständige Varietät tritt sie auch in Sedimentgesteinen wie Sandstein auf. Biotit verwittert wesentlich leichter und findet sich daher eher in Granit oder Diorit.
Hauptproduzenten sind die USA, Indien (Bundesstaaten Jharkhand, Bihar und Rajasthan) und die Volksrepublik China.

### Unregulierter Abbau und Kinderarbeit in Indien
Die Bedingungen, unter denen Glimmer (englisch Mica) in Nordindien abgebaut werden, stehen seit den 2010er Jahren unter wiederholter Kritik. Viele Minen wurden in den 1990er Jahren geschlossen, aber unreguliert weiter betrieben, vielfach unter Einsatz von Kinderarbeit. Mehr als die Hälfte der weltweiten Exporte stammen aus Indien.

## Verwendung

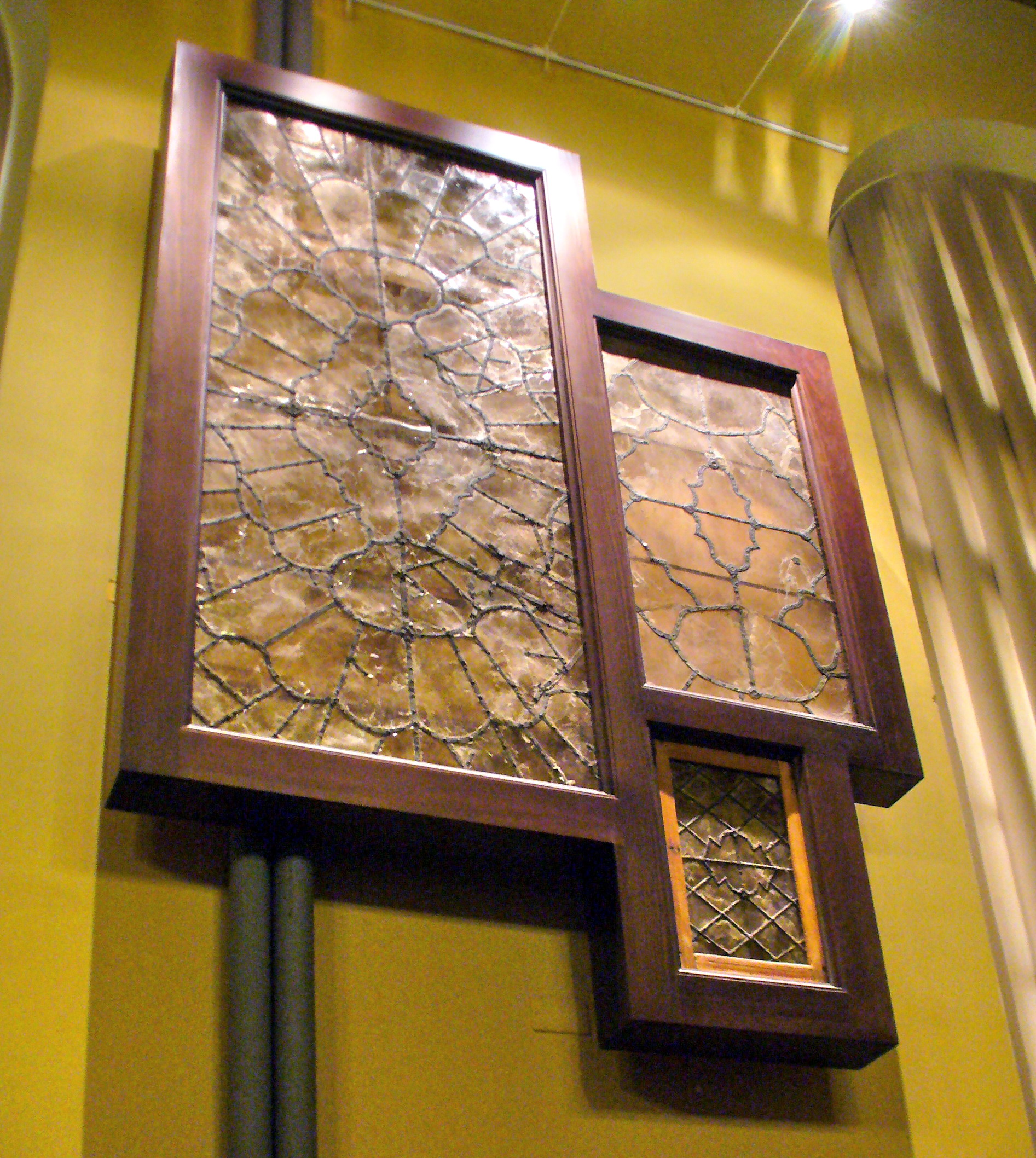
Muskovit-Fenster im staatlichen historischen Museum, Moskau

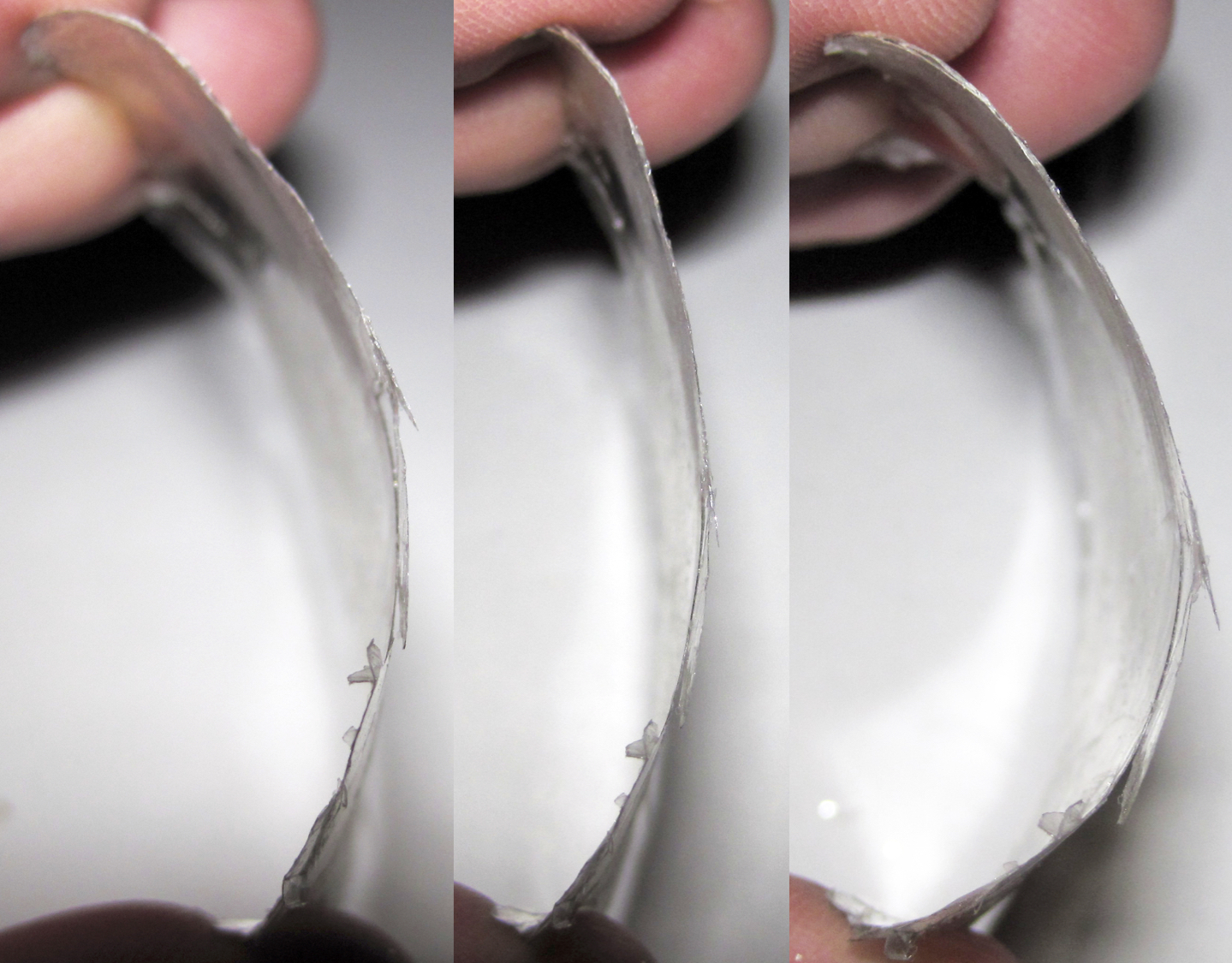
Biegeversuch von Muskovit zeigt dessen hohe Flexibilität

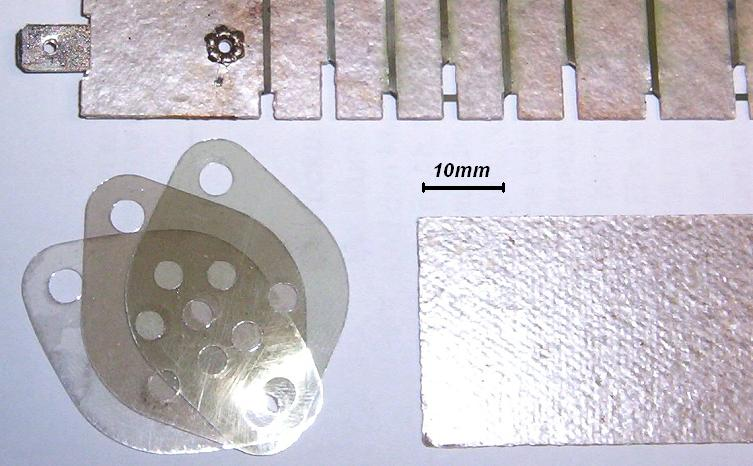
Mikanit (Kunstglimmer, oben und rechts) und Glimmerscheiben (links) zur isolierten Montage von Transistoren

Schon in prähistorischer Zeit wurde Glimmerschiefer abgebaut und der daraus gewonnene Glimmer vermutlich für kosmetische Zwecke verwendet.
Auch heute noch finden Glimmer – unter der INCI-Bezeichnung Mica (CI 77019) – Anwendung in der dekorativen Kosmetik, z. B. in Puder, um einen schimmernden Effekt zu erzielen.
Im Ayurveda wird Glimmer bei Lungenkrankheiten und bei Darmkrankheiten gegeben.
Seladonit und Glaukonit (grüne Erden) wurden als grünes Farbpigment z. B. bei römischen, byzantinischen und auch japanischen Wandmalereien verwendet.
Mit anorganischen Interferenzschichten, beispielsweise Siliciumdioxid und Titandioxid, beschichteter Glimmer wird seit Mitte der 1980er Jahre als Perlglanz- oder Interferenzpigment (C. I. Pigment White 20) unter anderem in Autolack und Kosmetika eingesetzt.
Wegen ihrer leichten Spaltbarkeit entlang der Schichtebenen lassen sich Glimmer in dünne transparente Scheiben auftrennen. Wo Glimmer leicht und zu günstigen Preisen erhältlich, Glas dagegen zu teuer war, wurde das Mineral insbesondere in ländlichen Gegenden für Fensterscheiben verwendet.
Wegen seines hohen Schmelzpunkts fand das Mineral vor Verbreitung des feuerfesten Glases Anwendung als Sichtfenster in Zimmeröfen, als Glasersatz für Inspektionsfenster in industriellen Schmelzöfen oder als Schutzglas von Laternen.
Glimmer und Kunstglimmer werden als elektrische Isolatoren und als Trägermaterial für Heizdrähte verwendet (Lötkolben, Toaster, Elektroherd). Glimmer hält Temperaturen von über 600 °C aus, Kunstglimmer von 400–500 °C.
Glimmerscheiben werden als Isolierscheibe zwischen Leistungs-Halbleiterbauelementen und deren Kühlkörpern verwendet.
Beschichtete Glimmerscheiben mit Stanzlöchern werden in Elektronenröhren zum Aufbau des Elektrodensystems verwendet.
Weiterhin wird Glimmer als Dielektrikum für verlustarme Glimmerkondensatoren für hohe Frequenzen und Leistungen, als Fenstermaterial von Zählrohren in Geigerzählern und – in Form von Kunstglimmer – als Abdeckung in Mikrowellenöfen eingesetzt.
Bis in die 1940er Jahre war Glimmer als Schwingungsmembran der Schalldose bei Grammophonen verwendet worden, bevor er durch Metalle wie Aluminium oder Kupfer ersetzt wurde.
Als Plattenwerkstoff wird das Material im Schiffbau, im Hochbau und in der Fertigung von Kaminen eingesetzt.
Da Glimmer nach der Spaltung eine sehr glatte Oberfläche aufweist, wird es auch als Substrat für selbstorganisierende Monoschichten und als Matrix bei der Rasterkraftmikroskopie verwendet. Da Glimmer optisch doppelbrechend ist, werden durch Spaltung erzeugte Plättchen in der optischen Industrie als Verzögerungsplatten verwendet.